# Е (паровоз)
Е (прозвища — Русский Декапод, Ефим, Елена) — серия грузовых паровозов типа 1-5-0, поставлявшихся на железные дороги Российской империи и Советского Союза во время Первой и Второй мировых войн для быстрого пополнения паровозного парка. С 1917 года паровозы поставлялись как военная помощь, а с 1943 года — по ленд-лизу. Помимо этого, по различным мотивам, в том числе и политическим, данные паровозы эксплуатировались в США («Russian Decapod»), Финляндии (Tr2 «Truman») и Китайской Республике (ST-1). Наиболее известная разновидность — ЕА, на долю которой пришлось около трети всех паровозов серии. Паровозы Е известны также тем, что в 1920 году в топке одного из них (Ел629) белогвардейцами были сожжены мёртвые тела трёх революционеров-большевиков: Лазо, Луцкий и Сибирцев.
Часто к серии Е относят и два опытных паровоза-декапода, которые поступили на российские железные дороги ещё в 1895 году и были первыми в России паровозами с пятью движущими осями в одной жёсткой раме. С остальными паровозами серии у них были общими лишь завод-изготовитель и осевая формула.

## Первые русские декаподы
К 1890-м Закавказская железная дорога испытывала большие затруднения в перевозке грузов на участке Михайлово — Квирилы (Хашури — Зестафони) через Сурамский перевал. В то время на этом участке работали сочленённые паровозы системы Ферли, которые, несмотря на хорошее вписывание в кривые малого радиуса, имели недостаточную силу тяги, а также более высокие, по сравнению с паровозами типа 0-4-0 серии Ч, расход топлива на единицу работы и стоимость ремонта. Было решено на данном участке испытать паровозы типа 1-5-0, которые к тому времени уже эксплуатировались на горных участках многих железных дорог США, хотя некоторые специалисты были против, так как сомневались в возможности работы таких паровозов (с большой колёсной базой) на участках с кривыми радиусом 150 метров. Тем не менее, в 1894 году заводу Baldwin (Филадельфия, США) были заказаны 2 опытных паровоза типа 1-5-0, изготовление которых было выполнено в том же году.

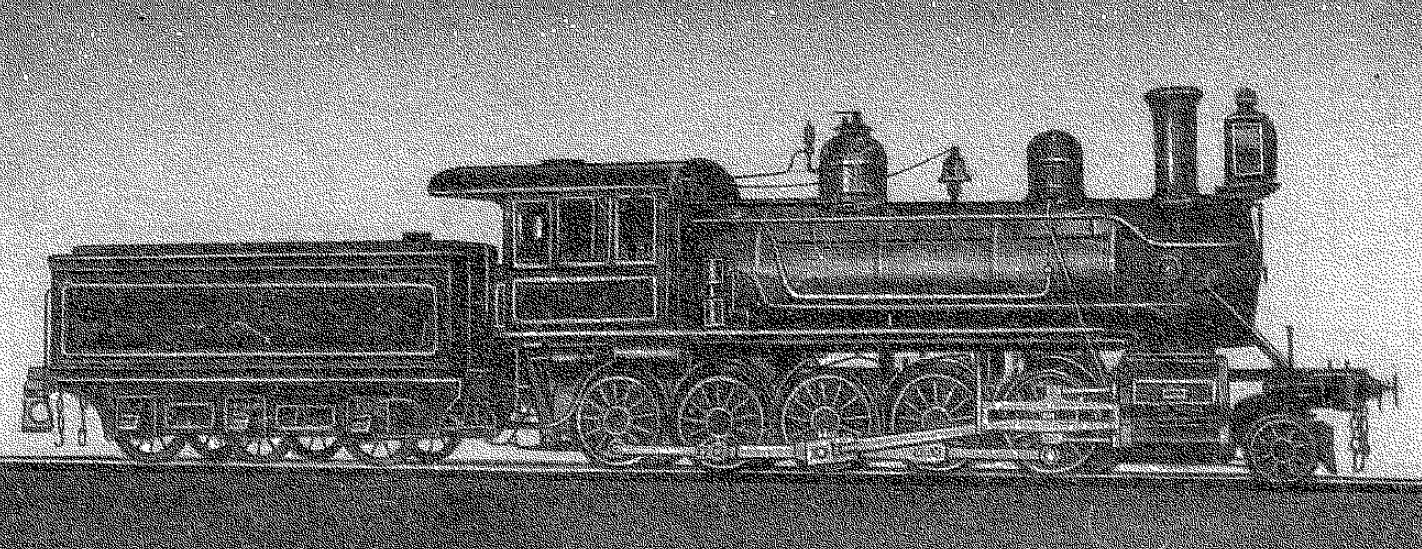
Паровоз Д_{к} (Е^{ф}) Закавказской железной дороги

В 1895 году эти два паровоза поступили для испытаний на Закавказскую железную дорогу. На российских железных дорогах это были первые паровозы с пятью движущими осями в одной жёсткой раме (паровозы типа 0-5-0 серии Э начали выпускаться лишь с 1912 года). На дороге они получили обозначение серии Дк (Декапод) и номера 249 и 250. Паровозы имели брусковую раму и 4-цилиндровую машину-компаунд системы Воклена. Летом 1895 года были проведены испытания данных паровозов, которые показали, что они хорошо вписываются в кривые малого радиуса, но неспособны водить на подъёме в 28 ‰ составы массой свыше 200 т (весовая норма для паровозов Ф). Также у данных паровозов был выявлен повышенный расход топлива, который был не ниже, чем у паровозов Ч. В результате этого паровозы были переведены на равнинные участки дороги, и больше паровозов такого типа Закавказская железная дорога уже не заказывала. 1 января 1896 года паровозы были переданы в локомотивное депо Тифлис, а в 1918 году — в депо Елизаветполь (Гянджа). В 1912 году обозначение серии сменили на Еф, а номера — на 9998 и 9999. На начало 1940 года оба паровоза ещё числились в парке дороги.

## Паровозы 1915—1918 гг

### Предпосылки к появлению
В 1914 году Российская империя вступила в Первую мировую войну. В результате на российских железных дорогах к народнохозяйственным перевозкам добавились ещё и военные, что требовало значительного повышения грузооборота. Основу локомотивного парка российских железных дорог на тот момент времени составляли паровозы типа 0-4-0 (серии О, Ч, Ы) и 1-4-0 (серии Р, Ц, Щ). Сцепной вес этих паровозов не превышал 64 т, что ограничивало силу тяги и не позволяло существенно увеличить вес поездов. Требовались паровозы с пятью движущими осями, но паровозов типа 0-5-0 (серия Э) к тому времени было выпущено всего около сотни (первые паровозы серии Э были выпущены в 1912 году). Паровозы этой серии в то время выпускал только Луганский паровозостроительный завод, другим же заводам требовалось время на освоение нового типа паровоза, к тому же они были загружены другими заказами. Тогда профессор Н. Л. Щукин (глава комиссии по подвижному составу Министерства путей сообщения), который был одним из сторонников применения на грузовых паровозов бегунковых осей, предложил заказать в Америке 400 паровозов типа 1-5-0.

### Проектирование паровоза
Хотя производство нового паровоза и должно было вестись на американских заводах, но проектирование велось российскими инженерами. Был выбран паровоз с 5 движущими осями, нагрузкой от осей на рельсы 16 тс и простой паровой машиной, аналогичной примененной на паровозах серии Э. Так как в качестве топлива предусматривался уголь низкого сорта (в 1915 году были проблемы с получением высокосортного угля), то это потребовало большую колосниковую решётку, поэтому её площадь была доведена до 6 м² (у паровоза Э её площадь составляла 4,2 м²). Из-за этого возрос вес парового котла, особенно его задней части, из-за чего нагрузка от осей на рельсы могла превысить 16 тс. Поэтому было решено добавить спереди бегунковую ось, что также позволило бы заодно и дополнительно увеличить размеры котла, а следовательно и повысить мощность. Этим и объясняется выбор типа (1-5-0) заказываемых паровозов.

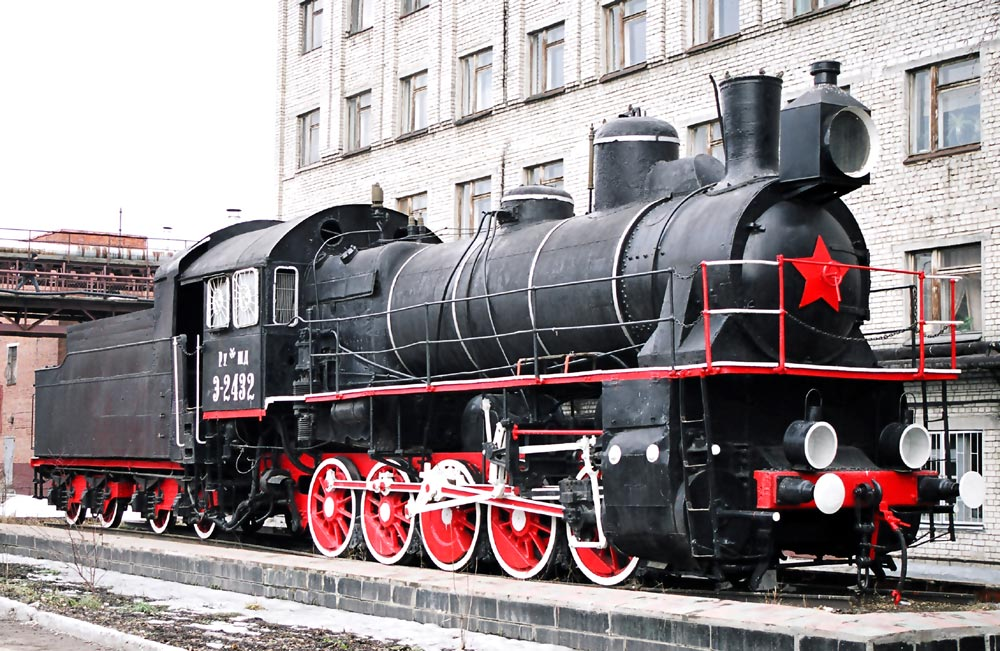
Паровоз серии Э в локомотивном депо Саратов

В то же время были и сторонники заказа паровозов типа 1-5-1 («Santa Fe»), то есть с дополнительной поддерживающей осью. В качестве довода было указано, что паровозы такого типа на американских дорогах получили гораздо большее распространение, нежели паровозы типа 1-5-0. Однако причиной распространения паровозов типа 1-5-1 на американских дорогах являлось то, что у американских грузовых паровозов диаметр колёс был принят равным 1500—1600 мм, что при довольно стеснённых габаритах требовало размещения топки не над движущими колёсными парами, а над дополнительной поддерживающей. Но для русских паровозов типа 1-5-0 был принят диаметр движущих колёс 1320 мм, что при российском габарите подвижного состава (5300 мм — самый высокий в мире) позволяло разместить топку над движущими колёсными парами. К тому же отсутствие задней поддерживающей оси позволяло уменьшить длину паровоза, что позволяло новым паровозам помещаться на поворотных кругах диаметром 19—20 м<. Первые паровозы типа 1-5-1 появились на уже советских железных дорогах лишь в 1932 году (Тб, ФД, а позже ЛВ, ОР21 и так далее). В то же время были и сторонники (в том числе и Ломоносов Ю. В.) заказа паровозов типа 0-5-0, у которых характеристики были бы близки к характеристикам паровоза Э. Однако при данном типе было бы невозможно значительно развить котёл, поэтому от этой идеи также отказались.
Поначалу конструкторы хотели установить на проектируемом паровозе паровую машину с размерами, как у выпускавшихся в то время паровозов Э, то есть с диаметром цилиндров 630 мм и ходом поршня 700 мм. Но так как по условиям американских заводов размеры должны быть в целых дюймах, диаметр цилиндров был доведён до 25″ (635 мм), а ход поршня до 28″ (711,2 мм). Также была изменена конструкция рамы, причём это было сделано для ускорения производства. Дело в том, что к тому времени подавляющее большинство американских паровозов имели брусковую раму. Брусковая рама более прочная в поперечном направлении, но несколько сложнее в производстве, чем листовая. Российскими заводами в течение долгих десятилетий выпускались паровозы с листовой рамой (паровоз ФД появится лишь в 1932 году), поэтому и у заказанных паровозов типа 1-5-0 поначалу по проекту рама была листовой. Однако американские заводы выпускали паровозы с такими рамами лишь на заказ для заграничных железных дорог, поэтому им требовалось дополнительное время (порядка 2 месяцев) для наладки производства. Поэтому для ускорения изготовления новых паровозов, которые были просто необходимы русским железным дорогам, было решено заказывать их с брусковыми рамами толщиной 114,3 мм (4,5″). В июне 1915 года 3 американским заводам был выдан заказ на изготовление 400 паровозов типа 1-5-0: 250 — заводу Baldwin Locomotive Works (Балдвин) (Филадельфия, США); 100 — American Locomotive Company (АЛКО) (Скенектади, США); 50 — Canadian Locomotive Company (Канадская паровозостроительная компания) (Кингстон, Канада).
В это же время на русских паровозостроительных заводах велись большие работы по проектированию новых паровозов, однако из-за загрузки заводов другими заказами все эти проекты не были реализованы. Так, на Коломенском заводе был спроектирован паровоз типа 1-5-0 с четырёхцилиндровой машиной тандем-компаунд (см. про паровоз Р), а на Брянском заводе был спроектирован паровоз типа 0-5-1, на базе которого легко было создать проект паровоза типа 0-6-0. Несколько дальше продвинулись на Путиловском заводе, где был спроектирован паровоз типа 0-5-0 с 4-цилиндровой паровой машиной-компаунд, как у пассажирских паровозов серии У, работающую на перегретом паре. Было даже начато производство этих паровозов (им присвоили обозначение серии Ѣ (ять)). Однако из-за загрузки другими заказами завод вскоре прекратил их постройку.

### Паровозы серий Еф, Еси Ек

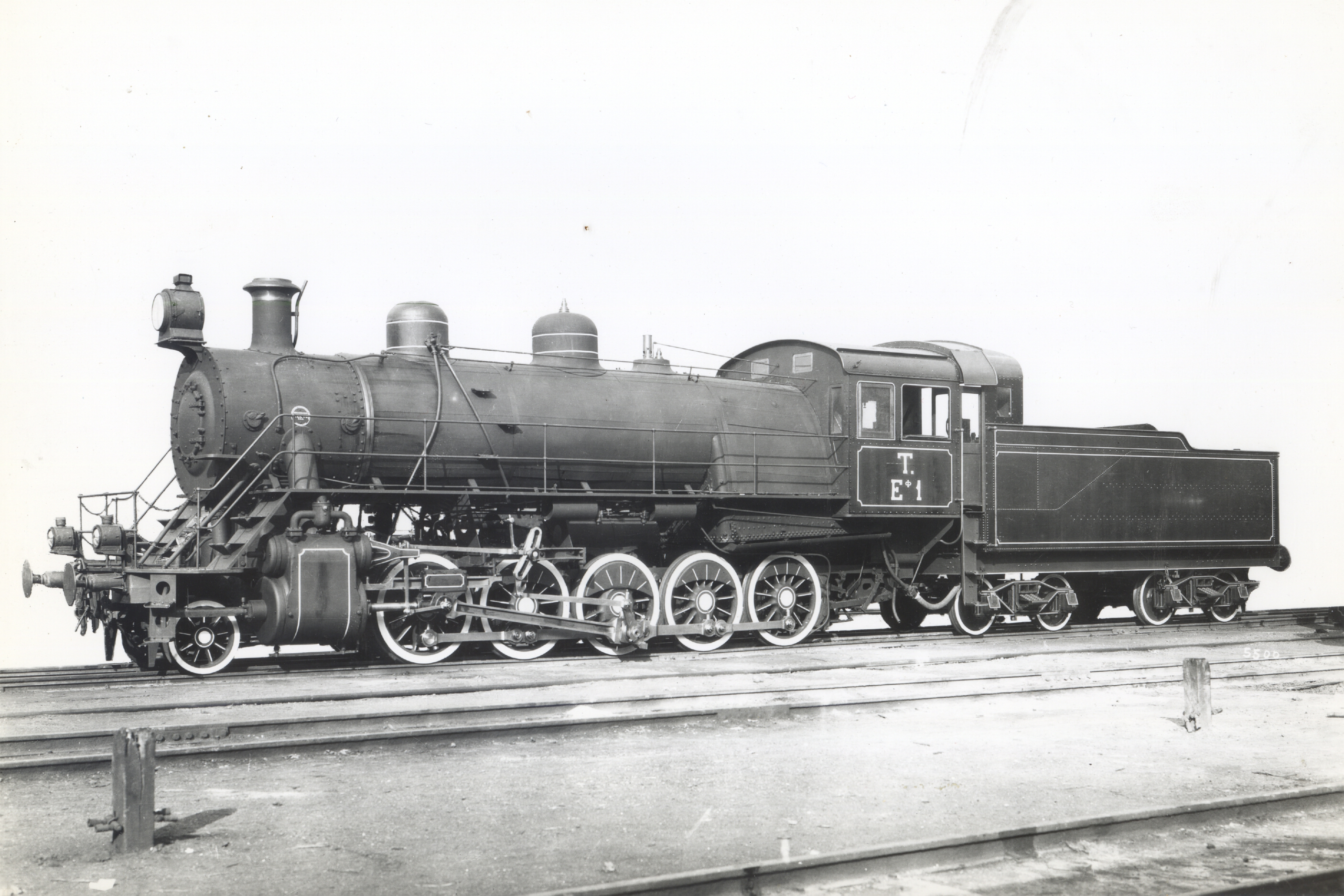
Паровоз Е^{ф}1 на заводе Baldwin

В июле 1915 года американские заводы приступили к выполнению заказа и уже в октябре первые паровозы были отправлены пароходами из Нью-Йорка через Магелланов пролив и Тихий океан или вокруг мыса Доброй Надежды и через Индийский океан во Владивосток. Паровозам присвоили общее обозначение серии Е, хотя с паровозами 1894 года (см. выше) они, кроме осевой формулы и завода-изготовителя, не имели ничего общего. В соответствии с названием городов, где располагались заводы-изготовители, паровозы получили полное обозначение серий Еф (Филадельфия), Ес (Скенектади) и Ек (Кингстон). Паровозы изготовлялись без тормозов. Это связано с тем, что предусматривалось оборудовать эти паровозы тормозами системы Вестингауза, но выполненными в соответствии с требованиями российских железных дорог. Поэтому тормозное оборудование было заказано Акционерному обществу Вестингауз в Петрограде. По этой причине прибывающие во Владивосток паровозы сначала отправляли по железной дороге в Харбин в главные мастерские Китайско-Восточной железной дороги. В этих мастерских паровозы оборудовались тормозными приборами, в том числе кранами машиниста, после чего их готовили к отправке на железные дороги европейской части России. Так как паровозы были заказаны трём заводам одновременно, то полной однотипности конструкции достичь не удалось. Так, у паровозов Ек и Ес диаметр бегунковых колёс был равен 762 мм, а у Еф — 838 мм. По конструкции паровозы Ек представляли собой паровой котёл паровозов Еф с машиной, рамой и тендером паровоза Ес.
В 1916 году были проведены тягово-теплотехнические испытания паровоза Еф3. Испытания проводились под руководством профессора Ю. В. Ломоносова на перегоне Сентяновка — Бежановка Северо-Донецкой железной дороги и на направлении Харьков — Николаев Южных железных дорог. В ходе испытаний новый локомотив показал довольно хорошие тяговые свойства. Так, на подъёме 13,5 ‰ паровоз уверенно вёл состав массой 1150 т со скоростью 11—12 км/ч. На равнинных участках паровоз Еф оказался мощнее шестиосного паровоза серии ѲЧ
Б, и уступал ему в силе тяги лишь на расчётном подъёме из-за меньшего сцепного веса (у ѲЧ
Б он составлял 90 т, а у Еф — 75 т).

### Паровозы серии Ел
В 1916 году возник вопрос о новом большом заказе паровозов. Так как испытания Еф3 показали правильность выбора параметров паровой машины, то для нового заказа американским заводам был выбран паровоз типа 1-5-0 с параметрами, как у паровоза серии Е: диаметр движущих колёс 1320 мм, диаметр цилиндров 635 мм, ход поршня 711 мм, испаряющая поверхность парового котла 240,2 м², площадь нагрева пароперегревателя 61,5 м², площадь колосниковой решётки 6 м², давление пара 12,7 кгс/см², масса в рабочем состоянии 85 т, сцепная масса 75,1 т и конструкционная скорость 55 км/ч (позже была поднята до 70 км/ч). Также к тому времени был накоплен материал о недостатках паровозов серии Е, поэтому вместе с заказом на новые паровозы, американским паровозостроительным заводам был направлен и перечень требовавшихся конструкционных изменений.
В ноябре того же года американским заводам ALCO и Baldwin было заказано 80, а в декабре ещё 220 паровозов серии Е изменённой конструкции. Заводы приступили к проектированию паровоза ещё до получения характеристик, утверждённых Министерством путей сообщения, поэтому при согласовании чертежей с представителями министерства в них вносилось большое количество изменений, для того чтобы приблизить конструкцию ряда деталей к принятой в России, а также для улучшения частей, которые неудовлетворительно работали на паровозах американских железных дорог. Таким образом, производство паровозов серии Е велось по проектам и техническим условиям, которые были разработаны русскими инженерами, при этом эти инженеры также вели усовершенствование конструкции и осуществляли техническое руководство изготовления паровозов. Однако на момент согласования чертежей, некоторые части паровозов уже изготовлялись сталелитейными и металлургическими заводами и изменения могли сильно задержать постройку локомотивов. Помимо этого, пересмотр условий на изготовление частей в то время, когда заводы и так были загружены военными заказами, мог привести или к значительному повышению стоимости паровозов, или вовсе к полному отказу заводов от их изготовления. По этим причинам некоторые из необходимых изменений не были внесены в паровозы заказа 1916 года. Из-за этого, например, толщина цилиндрической части котлов первых 80 паровозов (№ 501—580) была тоньше, чем на последующих 220 (15,9 против 16,7 мм). Также у паровозов № 501—540 расстояние между колёсными парами тележки тендера составляло 2036 мм (американский стандарт), у последующих (№ 541—800) этот размер был доведён до 2100 мм (российский стандарт).
На паровозах заказа 1916 года вместо медных топок ставились стальные, при этом часть внутренних связей выполнили подвижными. В перечне конструкторских изменений паровозов заказа 1916 года имелось указание о применении топок Бельпера (с плоским потолком, как на паровозах Э). Однако инженер А. И. Липец (входил в состав русской железнодорожной миссии МПС в США) принял решение об установке на эти паровозы радиальных топок (как на Еф, Ес и Ек). Липец обосновал это тем, что топки с радиальным потолком легче топок с плоским потолком, а это позволяло не утяжелять котлы и исключить перегрузку задних колёсных пар и недопустимое их воздействие на рельсы. В результате пересмотра чертежей паровозов серии Е заказа 1915 года, у паровозов заказа 1916 года сцепная масса возросла до 80,3 т, общая масса — до 91,2 т, испаряющая поверхность нагрева котла — до 242,9 м² и поверхность нагрева пароперегревателя — до 66,9 м². Для того чтобы отличить паровозы заказа 1916 года от ранее построенных паровозов серий Еф, Ес и Ек, инженер Липец присвоил им обозначение серии Ен (новый) с уточняющими нижними индексами «ф» или «с» (Ен
ф, Ен
с), которые указывали на место изготовления (Филадельфия или Скенектади). Подобная схема обозначений к тому времени уже применялась на многих сериях российских паровозов (например, серия Ч). Но профессор Ю. В. Ломоносов, который в момент начала постройки новых паровозов находился в Америке, дал указание обозначить эти паровозы серией Ел, тем самым отметив большую работу Липеца.
В начале 1917 года Министерство путей сообщения решило заказать ещё одну партию паровозов серии Ел, причём столько, сколько их могли бы изготовить американские заводы до конца того же года. Американские заводы к тому времени уже выполняли заказы для Англии и Франции, поэтому оказалось возможным заказать лишь 75 паровозов заводу Baldwin. Эти паровозы (№ 801—875) были изготовлены построены по тем же чертежам, что и предыдущие паровозы серии Ел, но с небольшими изменениями. После того как 6 апреля того же года Соединённые Штаты вступили в войну против Германии, правительство Штатов стало смотреть на строительство паровозов для России уже как военную помощь. Поэтому быстро и принципиально был решён вопрос о заказе сразу 500 паровозов серии Ел (по 250 паровозов заводам Baldwin и ALCO) с поставкой их до 1 июля 1918 года. Эти паровозы строились по чертежам 1916 года, в которые инженер А. И. Липец внёс целый ряд изменений, направленных на улучшение конструкции (облегчённый шатун, лучшее уравновешивание и так далее). Однако в октябре 1917 года в России произошла революция, в результате которой Временное правительство было свергнуто, а к власти пришла партия большевиков во главе с Лениным. Из-за этого большой заказ на 500 паровозов так и не был выполнен до конца и в Россию было отправлено только 100 паровозов — № 876—925 и 1126—1175. По политическим мотивам 200 паровозов были переделаны на колею 1435 мм и их стали эксплуатировать на американских железных дорогах, а остальные 200 не были построены вообще.
| Завод-изготовитель | Количество изготовленных паровозов | Серия | Номера    | Дата выдачи заказа (по новому стилю) | Срок изготовления на заводе последнего паровоза | Срок отправки последнего паровоза из Америки в Россию |
| --- | ---------------------------------- | ----- | --------- | ------------------------------------ | ----------------------------------------------- | ----------------------------------------------------- |
| Baldwin | 250*1                              | Еф    | 1—250     | 23.VI.1915                           | 21.X.1915                                       | 15.II.1916                                            |
| ALCO | 100                                | Ес    | 251—350   | 22.VI.1915                           | 20.X.1915                                       | 27.I.1916                                             |
| Canadian Locomotive Company | 50                                 | Ек    | 351—400   | 19.VI.1915                           | 12.V.1915                                       | 16.VI.1916                                            |
| ALCO | 6*2                                | Ес    | 401—406   | 25.III.1916                          | 5.VIII.1916                                     | 29.VIII.1916                                          |
| ALCO | 40                                 | Ел    | 501—540   | 21.XI.1915                           | 26.VII.1917                                     | 26.IX.1917                                            |
| Baldwin | 40                                 | Ел    | 541—580   | 21.XI.1916                           | 26.VI.1917                                      | 26.IX.1917                                            |
| Baldwin | 110                                | Ел    | 581—690   | 18.XII.1916                          | 25.X.1917                                       | 17.X.1917*3                                           |
| ALCO | 110                                | Ел    | 691—800   | 18.XII.1916                          | 10.IX.1917                                      | 17.X.1917                                             |
| Baldwin | 75                                 | Ел    | 801—875   | 17.IV.1917                           | 27.XII.1917                                     | 31.XII.1919                                           |
| Baldwin | 50                                 | Ел    | 876—925   | 5.VII.1917                           | 4.I.1918                                        | 18.XII.1919                                           |
| ALCO | 50                                 | Ел    | 1126—1175 | 9.VII.1917                           | 29.XII.1917                                     | 20.V.1919                                             |
| *1 8 паровозов (№ 28—35) затонули в 1916 году во время перевозки по морю *2 Заказаны взамен части утонувших *3 Опечатка в книге: срок отправки более ранний, чем срок изготовления |                                    |       |           |                                      |                                                 |                                                       |

Согласно данным из этой таблицы с 1915 по 1918 гг. американскими заводами в Россию был отправлен 881 паровоз типа 1-5-0. Однако историк Раков указывает на то, на железных дорогах СССР работали также паровозы серии Ел с номерами: 930—932, 934—960, 962, 964, 968—971, 973, 1000, 1001, 1003—1026, 1028—1037, 1176—1180, то есть ещё 78 паровозов.

## Паровозы 1943—1947 гг

### Предпосылки к новому заказу
22 июня 1941 года войска нацистской Германии при поддержке своих союзников вторглись на территорию СССР, что положило начало Великой Отечественной войнe. В связи с быстрым наступлением войск стран Оси, большое количество советских предприятий и заводов было эвакуировано вглубь страны, где их переналаживали на производство военной техники. В 1943 году после Сталинградской битвы ход Великой Отечественной войны кардинально меняется — советские войска прочно овладели стратегической инициативой и перешли в наступление, освобождая ранее захваченные нацистскими войсками территории. Для закрепления успеха требовалось восстановление разрушенной промышленности, что поставило перед советским железнодорожным транспортом сложную задачу. Ещё в середине 1941 года 83 % всего грузооборота внутри страны приходилось на железнодорожный транспорт, теперь же эти народнохозяйственные перевозки добавлялись к уже существующим военным. Требовались мощные локомотивы, но паровозы ФД были слишком тяжелы для восстановленных железнодорожных путей, которые допускали осевые нагрузки не более 18 тс (у паровозов ФД она составляла 20—20,5 тс). Паровозов серий СО к тому времени было построено около восьмисот, что было недостаточно. К тому же значительное количество этих паровозов вместе с паровозами Э работали в составе паровозных колонн особого резерва НКПС, которые обслуживали прифронтовые участки. Также, в результате немецких бомбардировок, артобстрелов и так далее, было потеряно около 2 тысяч локомотивов.
Так как советским заводам в условиях войны требовалось время для наладки производства локомотивов, было решено в рамках ленд-лиза заказать крупную партию паровозов на американских заводах ALCO и Baldwin.

### Проектирование
Чтобы значительно снизить объём работ по проектированию нового паровоза и тем самым ускорить выполнение заказа, было решено взять за основу проект паровоза Ел. Для снижения стоимости и ускорения производства, в паровых цилиндрах вместо латунных втулок предусматривались чугунные, сухопарник стал штампованным, а огненная коробка топки — сварной. Байпасы Зяблова (служат для возможности движения с закрытым регулятором) были заменены на клапаны Селлерса. Эти клапаны позволяли направлять насыщенный пар по паропроводам в цилиндры исключая при этом попадания в них газов горения и изгари из дымовой коробки, однако при этом возрастал расход воды. За счёт увеличения числа жаровых труб с 28 до 35, площадь пароперегревателя возросла до 76,2 м². Площадь испаряющей поверхности котла при этом снизилась до 229,2 м² (количество дымогарных труб было сокращено до 162). Из-за увеличения массы паровоза и с учётом возможной порчи в процессе транспортировки через океан, толщина боковин рамы была увеличена с 114,3 до 127 мм. Для подачи угля в топку, тендеры должны были оборудоваться углеподатчиками системы «Стандарт HT-1», которая достаточно хорошо зарекомендовала себя. Помимо этого, было внесено ещё несколько мелких улучшений.
При перепроектировании остались без изменений: размеры паровой машины (635×711,2 мм), схема рессорного подвешивания (3-точечная статически определимая), диаметр движущих колёс (1320 мм), площадь колосниковой решётки (6 м²), давление пара в котле (12,7 кгс/см²), минимальный радиус проходимых кривых (80 м) и конструкционная скорость (70 км/ч). Проектная рабочая масса паровоза составляла 96,2 т, сцепной вес — 85,8 т. Оставленный диаметр движущих колёс (1320 мм) по меркам того времени, даже на советских железных дорогах, был уже весьма мал, особенно с учётом увеличения мощности котла. Однако при этом изменение диаметра колёс привело бы к необходимости перепроектирования экипажной части, что в свою очередь привело бы к дополнительной потере времени на производство.

### Паровозы серий Еа, Еми Емв

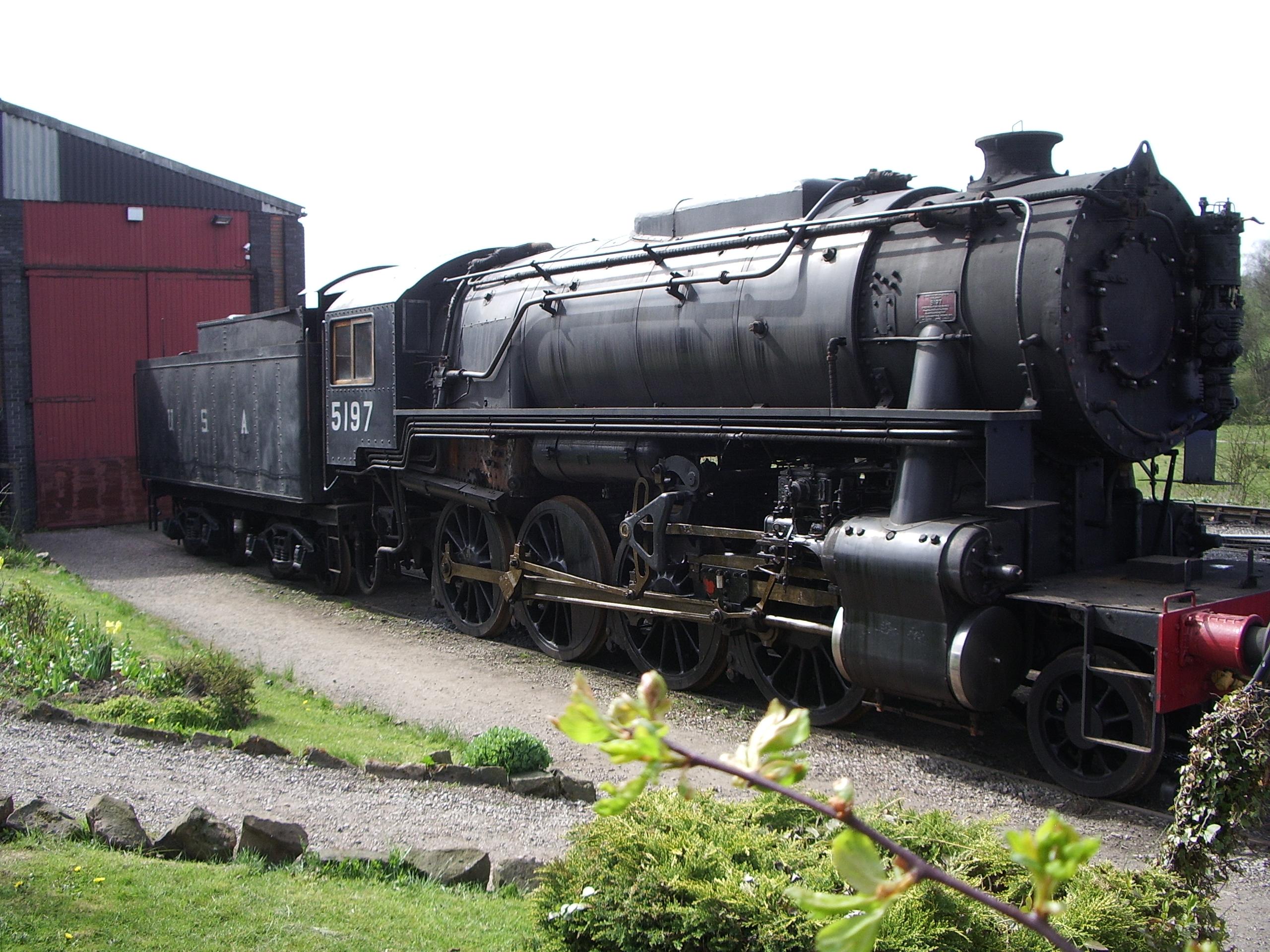
Паровоз S160

Летом 1943 года при заключении 3-го протокола ленд-лиза (вступил в силу с 1 июля того же года) американским заводам ALCO и Baldwin был выдан заказ на производство паровозов типа 1-5-0 по предоставленным советскими конструкторами чертежам. Но американские заводы были не готовы наладить выпуск этих паровозов до конца года, из-за чего, в связи с высокой потребностью в паровозах, Советский Союз был вынужден заказать 150 (позже заказ увеличили до 200) военных паровозов типа 1-4-0 серии S160 (на советских дорогах они получили обозначение серии ША). Эти паровозы были созданы на основе паровозов, строившихся в период Первой мировой войны, и в них даже можно угадать черты паровоза Ел (см. выше), например, высокое расположение котла.

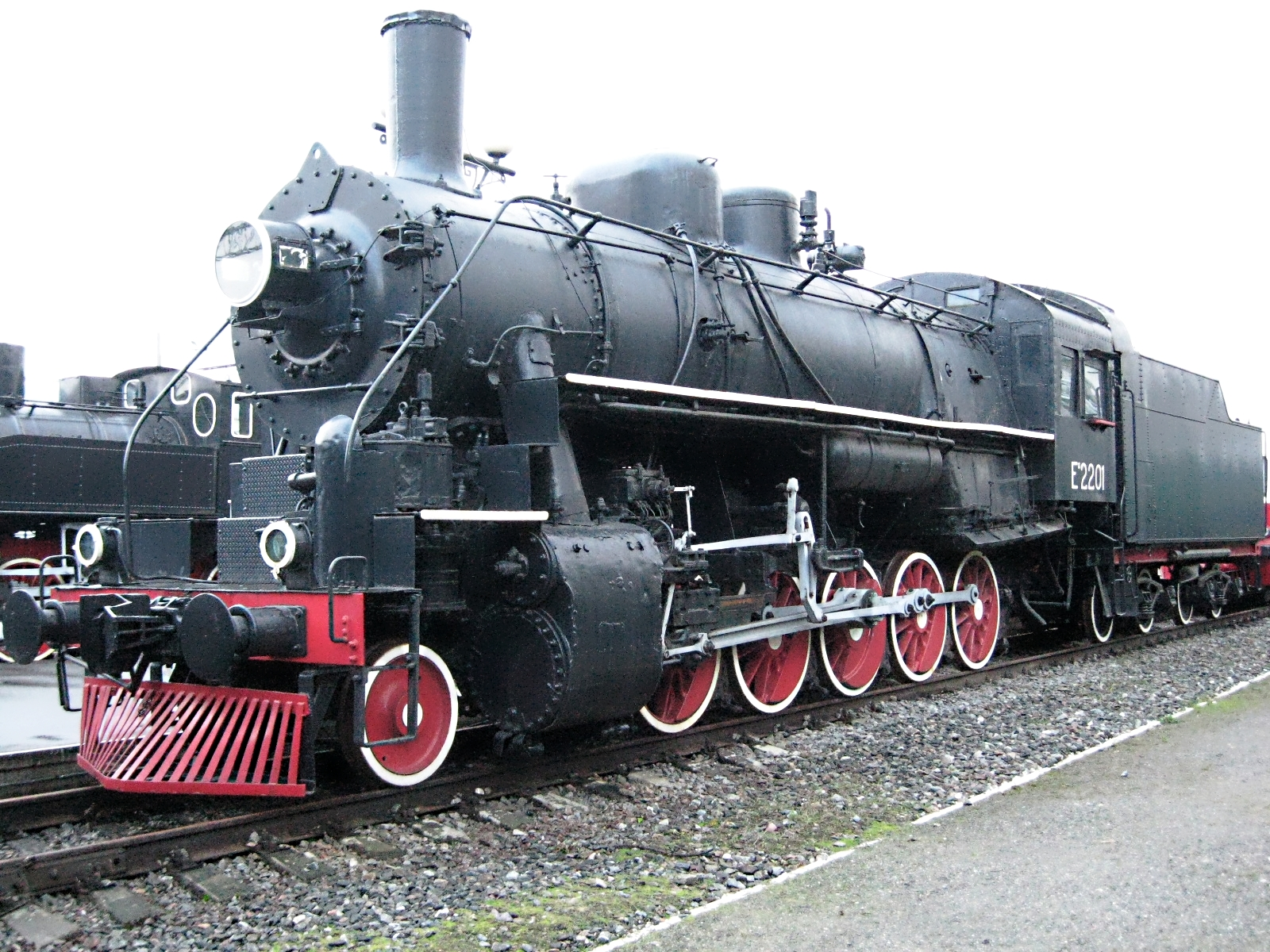
Паровоз Е^{а}2201, музей Октябрьской железной дороги

В 1944 году заводы выпустили первые паровозы серии Е, которым присвоили индекс а (американские), в результате чего обозначение серии стало Еа. Нумерация паровозов завода ALCO начиналась с № 2001, а завода Baldwin — с № 2201. В сентябре того же года первый Еа завода Baldwin (Еа2201) был отправлен на экспериментальное кольцо ВНИИЖТа, где до октября проходил испытания. В ходе них выяснилось, что при форсировке котла 70 кг/м²·ч и отсечке 0,6 на скорости 31,5 км/ч сила тяги паровоза могла достигать 16 400 кгс. Такие параметры соответствовали мощности в 1920—1950 л. с., что было на 20—25 % выше, чем у паровоза Ел (1400 л. с.). Такого повышения результатов удалось достичь благодаря улучшенному котлу и применению механического углеподатчика. Температура перегретого пара составляла 300—340 °C, максимально достигнутое значение — 370 °C.
В том же 1944 году инженер Иванов В. В. предложил усилить пальцы ведущих колёсных пар (движущие колёсные пары, на которые непосредственно через шатун передаются усилия от паровой машины), параллели и ползуны, а также изменить конструкцию дышел и ряда других деталей. В 1945 году заводы начали выпускать паровозы новой конструкции, которым присвоили обозначение серии ЕМ (модернизированные).
Хотя паровозы и строились по советским чертежам, но строили их американские заводы по собственным технологиям, а также с изменением отдельных узлов конструкции. Так, паровозы завода Baldwin до № 2624 и ALCO до № 2200 выпускались с качающимися колосниковыми решётками, а последующие выпускались уже с наборными с колосниками системы «Файербарс». Большинство паровозов Еа и Ем выпускались с литой брусковой рамой, но часть была выпущена с цельнолитыми рамами, которые включали в себя не только боковины с междурамными креплениями, но и цилиндры паровой машины, опоры для котла, буферный брус с опорой для тележки, задний стяжной ящик (служит для соединения паровоза с тендером), кронштейны для балансиров рессорного подвешивания и опоры тормозного вала. Также последние тринадцать паровозов Е завода ALCO, выпущенные в 1947 году, были оборудованы водоподогревателями. Этим 13 паровозам было присвоено обозначение серии Емв. Когда в 1946 году на Ярославском паровозоремонтном заводе было произведено взвешивание двух паровозов Еа с брусковыми рамами и одного Ем с цельнолитой рамой, то выяснилось, что паровозы Еа2001, Еа2988 и Ем3892 имеют общую рабочую массу соответственно 102,8, 99,6 и 103,5 т, а сцепную массу 91,2, 88,7 и 91,5 т. Напомним, что по проекту рабочая масса должна была составлять 96,2 т, а сцепная — 85,8 т.
Последний паровоз Ем (№ 4260, по другим данным — № 4250) завода Baldwin для советских железных дорог был выпущен 27 августа 1945 года, а завод ALCO прекратил выпускать советские паровозы в 1947 году. Всего же американские заводы поставили в Советский Союз с 1944 по 1947 годы не менее 2047 паровозов серий Е. Данные о номерах паровозов, а также о том, сколько же их попало в СССР, в американских и советских источниках весьма разнятся. Так, согласно Виталию Ракову всего поступило 2047 паровозов, из которых Еа было 1622, Ем — 412, а Емв — 13. Из построенных паровозов в СССР не были поставлены паровозы № 3621—3634 (серия Ем). Однако Раков не учитывает 20 паровозов, которые попали в Финляндию (см. ниже про серию Tr2). Из американских источников: Питер Клаус указывает, что в СССР не попали паровозы с заводскими номерами USATC № 4878 (Еа2378), 5908, 5938, 5940—5942, 6734 и 10060—10086, а по данным Р. Тоуретт из 2110 построенных паровозов 47 не были отправлены в СССР. Ниже в таблицах приведены данные по номерам паровозов, поставленных в Советский Союз, из американских и советских источников.
| Завод-изготовитель                                                                       | Год выпуска | Количество изготовленных паровозов | Заводские номера                | Номера USATC               | Серия | Номера НКПС/МПС            |
| ---------------------------------------------------------------------------------------- | ----------- | ---------------------------------- | ------------------------------- | -------------------------- | ----- | -------------------------- |
| ALCO                                                                                     | 1944        | 200                                | 71670—71869                     | 4500—4699                  | ЕА    | 2001—2200                  |
| Baldwin                                                                                  | 1944        | 299                                | 70517—70694, 70696—70816        | 4700—4877, 4879—4999       | Еа    | 2201—2378, 2380—2500       |
| Baldwin                                                                                  | 1944        | 500                                | 70901—71400                     | 5200—5699                  | Еа    | 2501—3000                  |
| ALCO                                                                                     | 1945        | 499                                | 72193—72686, 72688—72692        | 6240—6733, 6735—6739       | Еа    | 3001—3494, 3496—3500       |
| ALCO                                                                                     | 1945        | 77                                 | 73101—73148, 73150—73178, 73180 | 5860—5907, 5909—5937, 5939 | Еа    | 3501—3548, 3550—3578, 3580 |
| ALCO                                                                                     | 1945        | 38                                 | 73184—73221                     | 5943—5980                  | Еа    | 3584—3621*                 |
| ALCO                                                                                     | 1945        | 6                                  | 73235—73240                     | 5994—5999                  | Еа    | 3635—3640*                 |
| ALCO                                                                                     | 1945        | 51                                 | 73241—73291                     | 6104—6154                  | Ем    | 3641—3691                  |
| Baldwin                                                                                  | 1945        | 135                                | 71591—71725                     | 4143—4277                  | Ем    | 3692—3826                  |
| Baldwin                                                                                  | 1945        | 71                                 | 71431—71501                     | 3925—3995                  | Ем    | 3830—3900                  |
| Baldwin                                                                                  | 1945        | 110                                | 72504—72613                     | 10500—10609                | Ем    | 4141—4250                  |
| ALCO                                                                                     | 1946        | 60                                 | 73804—73863                     | 10000—10059                | Ем    | 3901—3960                  |
| ALCO                                                                                     | 1947        | 13                                 | 75158—75170                     | 10087—10099                | Емв   | 3988—4000                  |
| * По неподтверждённым данным, паровозы Еа № 3621—3634 всё-таки поступили на дороги НКПС. |             |                                    |                                 |                            |       |                            |

| Завод-изготовитель | Серия | Номера НКПС/МПС |
| ------------------ | ----- | --------------- |
| ALCO               | Еа    | 2001—2200       |
| Baldwin            | Еа    | 2201—2501       |
| Baldwin            | Еа    | 2501—3000       |
| ALCO               | Еа    | 3001—3500       |
| Baldwin            | Еа    | 3501—3590       |
| Baldwin            | Ем    | 3591—3620       |
| Baldwin            | Ем    | 3635—3691       |
| Baldwin            | Еа    | 3692—3739       |
| Baldwin            | Ем    | 3740—3960       |
| ALCO               | Емв   | 3988—4000       |
| Baldwin            | Ем    | 4151—4260       |

### Паровозы Tr2, ST-1 и другие
Помимо СССР, паровозы выпуска 1944—1947 гг. поставлялись и в другие страны. Так, ещё в 1944 году паровоз завода Baldwin под заводским номером 70695, которому уже было присвоено советское обозначение Еа3279, был по неизвестным причинам повреждён и поэтому не отправился на советские дороги. Вместо этого его после соответствующего ремонта переделали на колею 1435 мм и передали американской компании Minneapolis Northfield and Southern Railroad, где ему присвоили № 506, а полное обозначение паровоза стало MM&S 506.
После окончания войны из Советского Союза поступила рекламация об отказе от дальнейших поставок паровозов серии Е с завода Baldwin, а также части паровозов с завода ALCO. В результате на заводах скопилось 67 паровозов типа 1-5-0 (заводской тип S-25). 18 июня 1946 года 20 паровозов по цене 93 000 $ (1,1 млн $ в сегодняшних[когда?] ценах) за штуку приобрели Suomen Valtion Rautatiet (VR, Финляндия). От паровозов Еа и Ем они почти ничем не отличались, за исключением того, что на них отсутствовал подогреватель питательной воды, а прожектор с центра дверцы дымовой коробки переместился наверх перед дымовой трубой (как на Ел). Также по неопределённым причинам завод ALCO выпустил для своих паровозов новые заводские таблички, которые стали устанавливаться в центре дверцы дымовой камеры. На финских железных дорогах паровозы получили обозначение серии Tr2 (фин. Tavarajunaveturi raskas — товарный паровоз тяжёлого типа) и номера в пределах 1300—1319. Из этих 20 паровозов, паровозы № 1300—1309 были выпущены заводом Baldwin (заводские № 73227—73236), а паровозы № 1310—1319 — заводом ALCO (заводские № 75205—75214). Позже американские заводы ещё раз предложили Финляндии данные паровозы, сбросив при этом цену до 36 236 $ за штуку, но по политическим причинам (из-за давления со стороны СССР) Финляндия была вынуждена отказаться.
К марту 1948 года на территории заводов сохранилось ещё 46 паровозов (судьба одного паровоза неизвестна), которые были направлены в Нью-Йорк на склады Воорхесвилль для продажи. Паровозы хранились на них в разобранном виде: котёл с будкой машиниста отдельно от экипажа с паровой машиной и тендеров с тележками, причём 11 паровозов (USATC № 10076—10086) попали на склады без тендеров. Так как в течение 1948 года покупателей на данные паровозы не нашлось, то паровозы с номерами USATC № 10076—10086 (те, что без тендеров) были отправлены в качестве подарка для правительства Чан Кайши в Китайскую Республику, где им присвоили обозначение серии ST-1. Остальные паровозы за ненадобностью были порезаны на металлолом.
О том, сколько же всего с 1943 по 1947 гг. было построено паровозов разновидностей Е (включая Tr2 и ST-1), данные, как и в случае с их поставками СССР, весьма разнятся. Так, Р. Тоуретт, как уже упоминалось ранее, называет цифру в 2110 машин, Ф. Пейдж называет 2117 машин, в остальных же источниках фигурирует цифра 2107. При этом стоит учесть, что 3 паровоза завода Baldwin (заводские № 71726—71728; USATC № 4278—4280) не были построены из-за отмены заказа Советским Союзом. Таким образом, с учётом построенных во время Первой мировой войны паровозов (в том числе и утонувших), получается, что всего за 7 лет строительства (1915—1918, 1943—1947) тремя (хотя CLC, ввиду его малого объёма поставок (50 паровозов), можно не учитывать) американскими заводами было построено по разным оценкам от 3193 до 3284 паровозов серий Е, из них на российские и советские железные дороги поступило не менее 2930.

## Конструкция
Основные размеры паровозов:
- Еф, Ек и Ес
- Ел
- Еа
- Ем и Емв

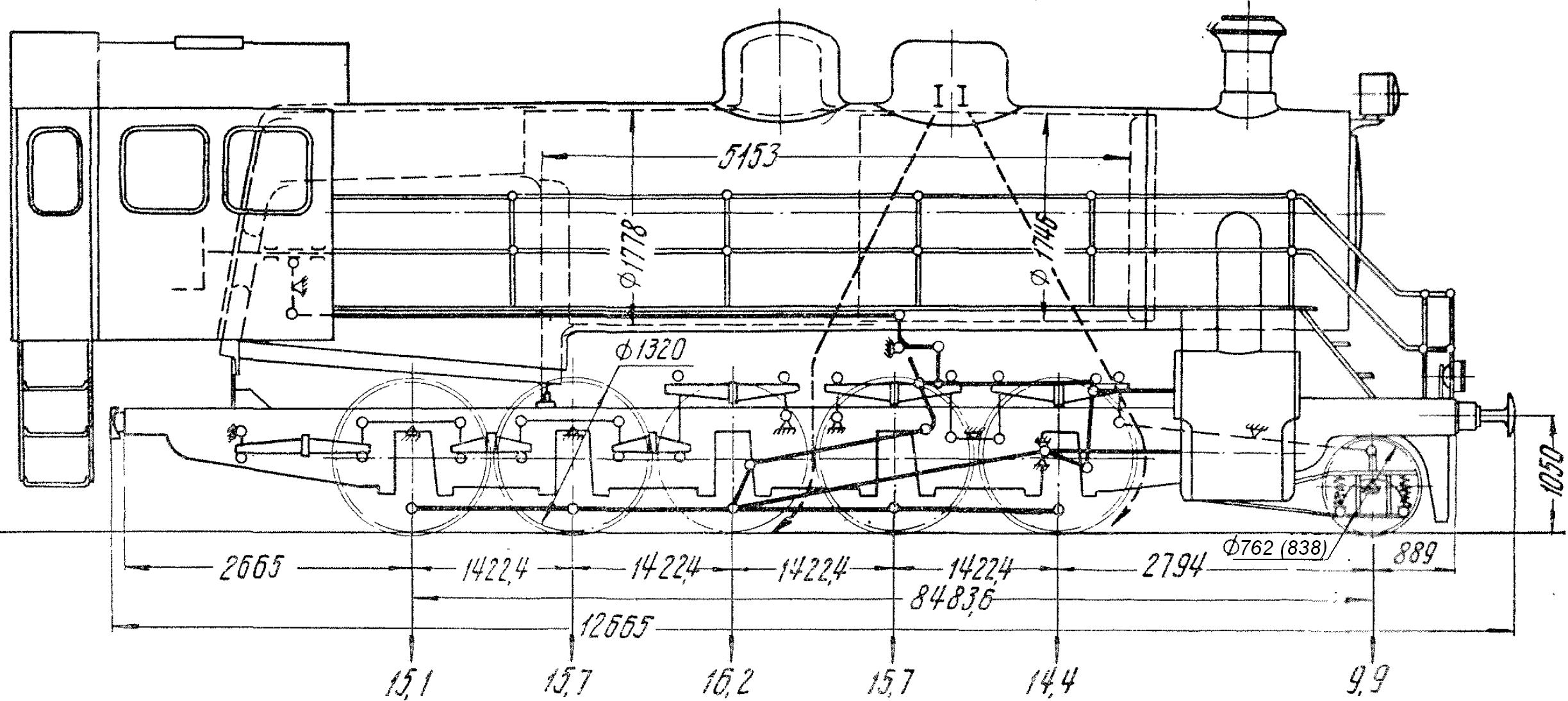
Е^{ф}, Е^{к} и Е^{с}
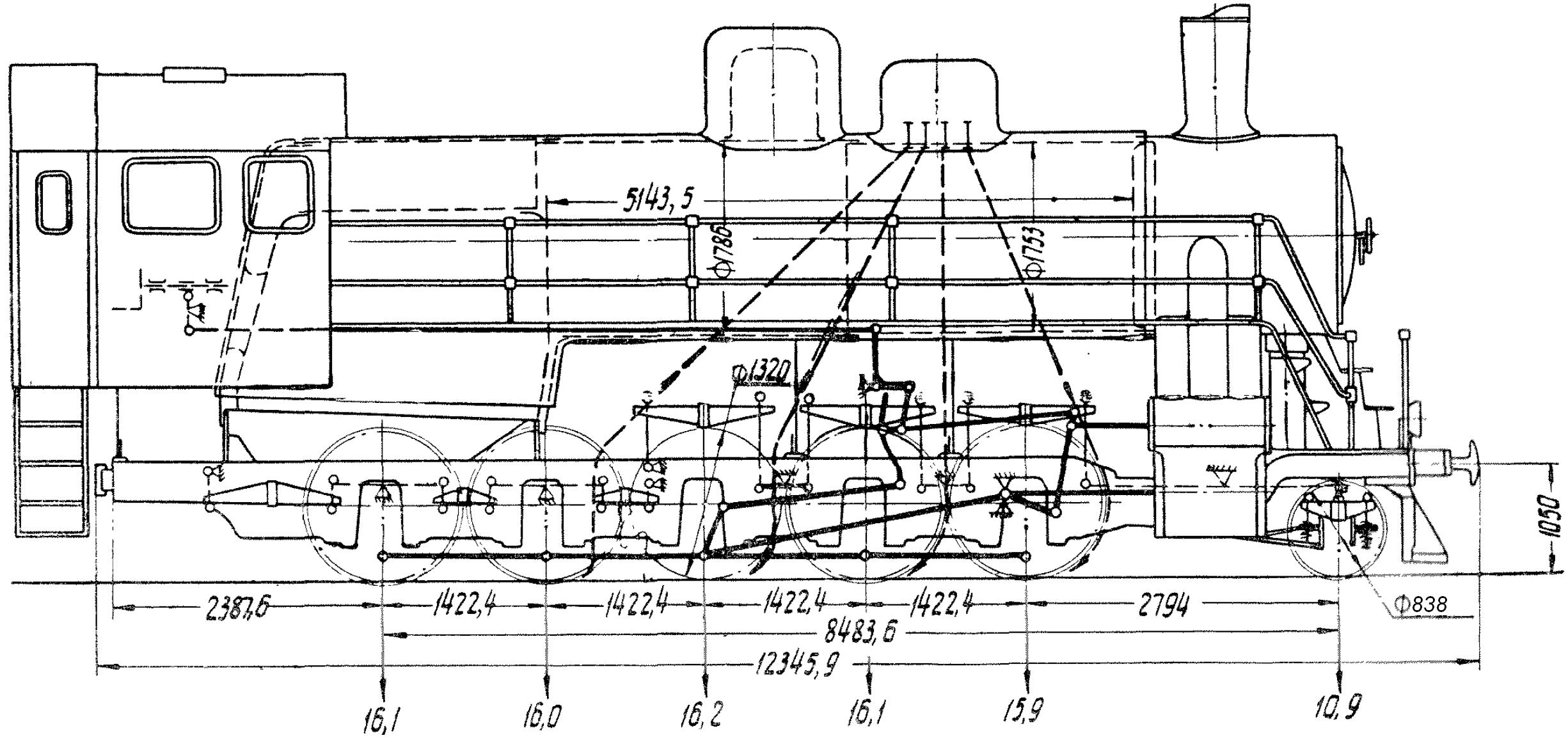
Е^{л}
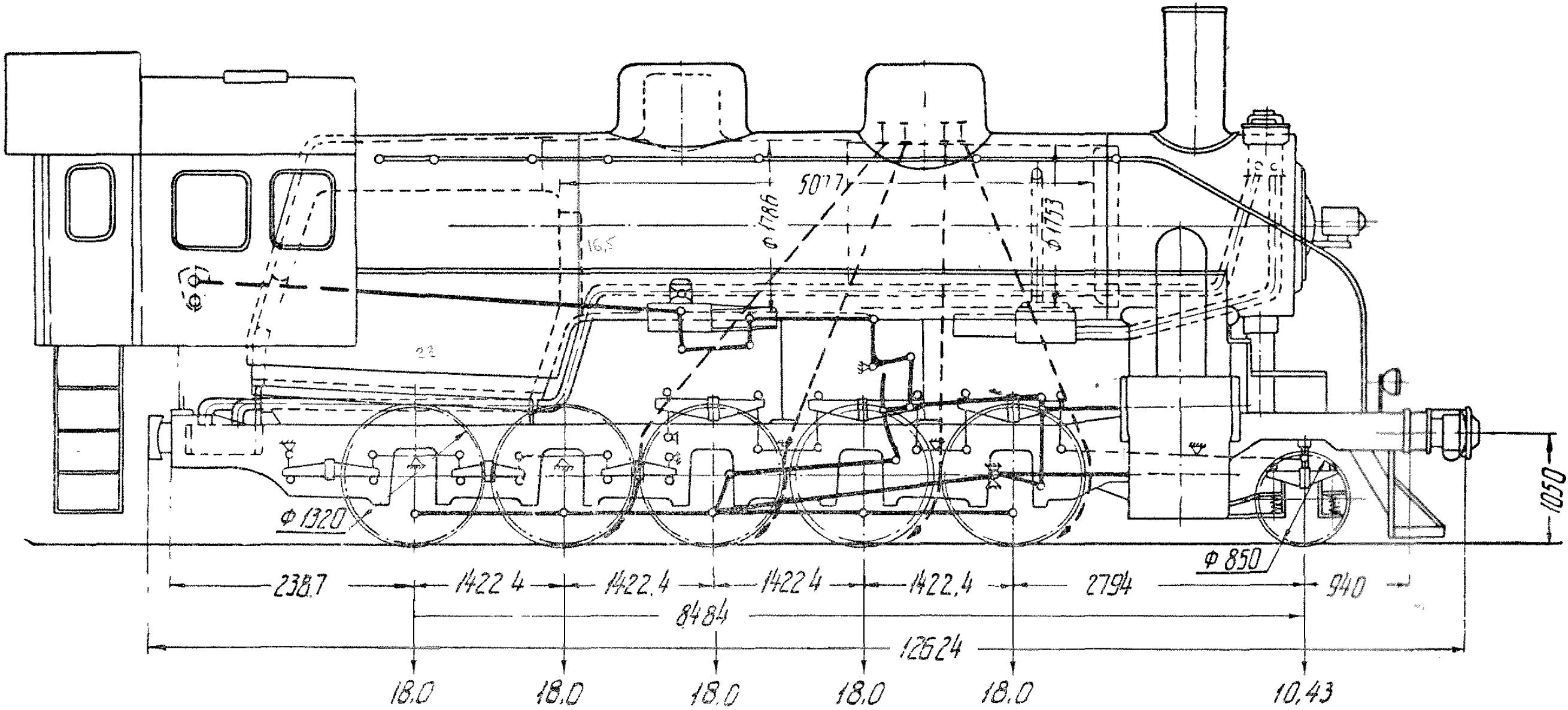
Е^{а}
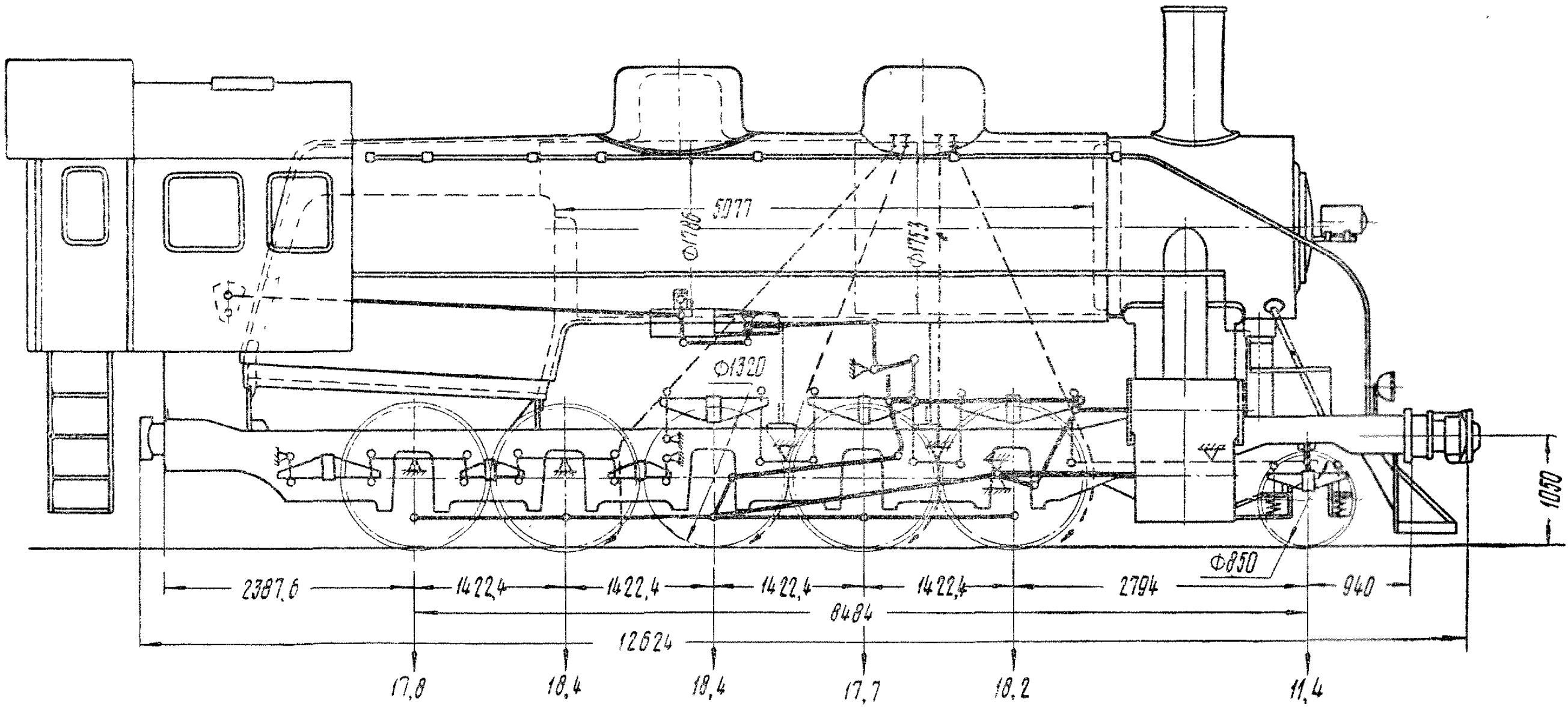
Е^{м} и Е^{мв}

Основные технические данные разновидностей паровозов Е, в том числе и 1894 года постройки.
| Серия   | Масса в рабочем состоянии, т | Масса в рабочем состоянии, т | Диаметр колёс, мм | Диаметр колёс, мм | Диаметр цилиндров, мм | Ход поршня, мм | Поверхность нагрева, м² | Поверхность нагрева, м² | Количество труб | Количество труб | Площадь колосниковой решётки, м² | Давление пара, кгс/см² |
| Серия   | полная                       | сцепная                      | бегунковых        | движущих          | Диаметр цилиндров, мм | Ход поршня, мм | испаряющая              | пароперегревателя       | дымогарных      | жаровых         | Площадь колосниковой решётки, м² | Давление пара, кгс/см² |
| ------- | ---------------------------- | ---------------------------- | ----------------- | ----------------- | --------------------- | -------------- | ----------------------- | ----------------------- | --------------- | --------------- | -------------------------------- | ---------------------- |
| ДК (ЕФ) | …                            | …                            | …                 | 1270              | 381/638               | 711,2          | 167,7                   | —                       | 270             | —               | 3,41                             | 12                     |
| ЕФ      | 87                           | 79,8                         | 838,2             | 1320              | 635                   | 711,2          | 240,2                   | 61,3                    | 195             | 28              | 6,0                              | 12,7                   |
| ЕК      | 85                           | 75,1                         | 762               | 1320              | 635                   | 711,2          | 240,2                   | 61,3                    | 195             | 28              | 6,0                              | 12,7                   |
| ЕС      | 85                           | 75,1                         | 762               | 1320              | 635                   | 711,2          | 240,2                   | 61,3                    | 195             | 28              | 6,0                              | 12,7                   |
| ЕЛ      | 91,2                         | 80,3                         | 838,2             | 1320              | 635                   | 711,2          | 242,9                   | 66,9                    | 194             | 28              | 6,0                              | 12,7                   |
| ЕА      | 100,4                        | 90,0                         | 850               | 1320              | 635                   | 711,2          | 229,2                   | 76,2                    | 162             | 35              | 6,0                              | 12,7                   |
| ЕМ      | 101,7                        | 90,3                         | 850               | 1320              | 635                   | 711,2          | 229,2                   | 76,2                    | 162             | 35              | 6,0                              | 12,7                   |
| ЕМВ     | 101,7                        | 90,3                         | 850               | 1320              | 635                   | 711,2          | 229,2                   | 76,2                    | 162             | 35              | 6,0                              | 12,7                   |

## Эксплуатация

### Российская империя и Советский Союз
Из мастерских Харбина паровозы Еф, Ес и Ек направлялись в европейскую часть России. По первоначальному плану (ещё во время заказа) паровозы должны были работать на Екатерининской и Южных железных дорогах, на которых в качестве топлива использовали низкокалорийные угли, либо антрациты. И именно из-за этого у паровозов были такие относительно неглубокие топки. Но вместо этого, помимо Екатерининской, локомотивы направлялись для работы также на Пермскую и Самаро-Златоустовскую железные дороги. Результатом этого стало то, что на Пермской железной дороге паровозы топились длиннопламенными сортами угля, которые к тому же отличались повышенным содержанием серы. Топки для такого угля оказались недостаточно глубокими, отчего уголь в сочетании с серой начинал разъедать медную обшивку топки и связи. Противоположная ситуация сложилась на Самаро-Златоустовской железной дороге, где в качестве топлива использовали нефть, для которой топка имела слишком большую площадь, что требовало необходимости установки дополнительной кладки свода, а это в свою очередь вело к увеличению нагрузки на задние движущие оси. В результате даже появилось предложение, чтобы на паровозах Еф Самаро-Златоустовской дороги убрать кирпичные своды и кипятильные трубы, после чего переделанные паровозы отправить на Северную железную дорогу, где их бы топили дровами. Однако, к счастью, от этой идеи отказались, так как потом паровозы были бы просто не приспособлены к возврату на угольное отопление. В результате 50 паровозов Ек (№ 351—400) и 30 Еф были отправлены на Пермскую железную дорогу, где они получили номера соответственно 9001—9050 и 9301—9330.
Однако трудности с топливом были не единственными проблемами. Ещё более острой проблемой стало низкое техническое состояние локомотивов, которое было обусловлено многими причинами. Прежде всего виной этому было недостаточное качество изготовления и сборки узлов паровозов американскими заводами, которое в свою очередь было обусловлено стремлением заводов как можно быстрее выполнить заказ, ведь помимо российских, они выполняли заказы и из других стран (например, из Англии и Франции). После паровозы доставлялись на кораблях из США в Россию. В этих длительных (60—80 дней) путешествиях паровозы находились под постоянным воздействием влажного морского воздуха, что ещё больше ухудшало состояние деталей конструкции. Помимо этого, в локомотивных депо, куда прибывали новые паровозы, было недостаточно, либо вовсе отсутствовали запчасти и необходимое оборудование для ремонта паровозов с брусковой рамой, так как подавляющее большинство русских паровозов того времени имели листовую раму. Наконец, у работников мастерских и машинистов попросту не было опыта по обслуживанию грузовых паровозов такой конструкции. Результатом всего этого стало высокое число поломок паровозов серии Е, особенно часто у них обрывались топочные связи. Так, 22 мая 1917 года близ станции Верещагино Пермской железной дороги на паровозе Еф62, из-за обрыва связей, взорвался паровой котёл, хотя паровоз проработал всего 13 месяцев (он поступил на дорогу 20 апреля 1916 года). В некоторых депо доля паровозов Е, которые стояли в ремонте, была немногим меньше трети. Из-за этого большинство машинистов отказывались на них работать, и многие депо просили заменить паровозы серии Е паровозами серии Э (тип 0-5-0), Щ (тип 1-4-0), или даже О (тип 0-4-0).

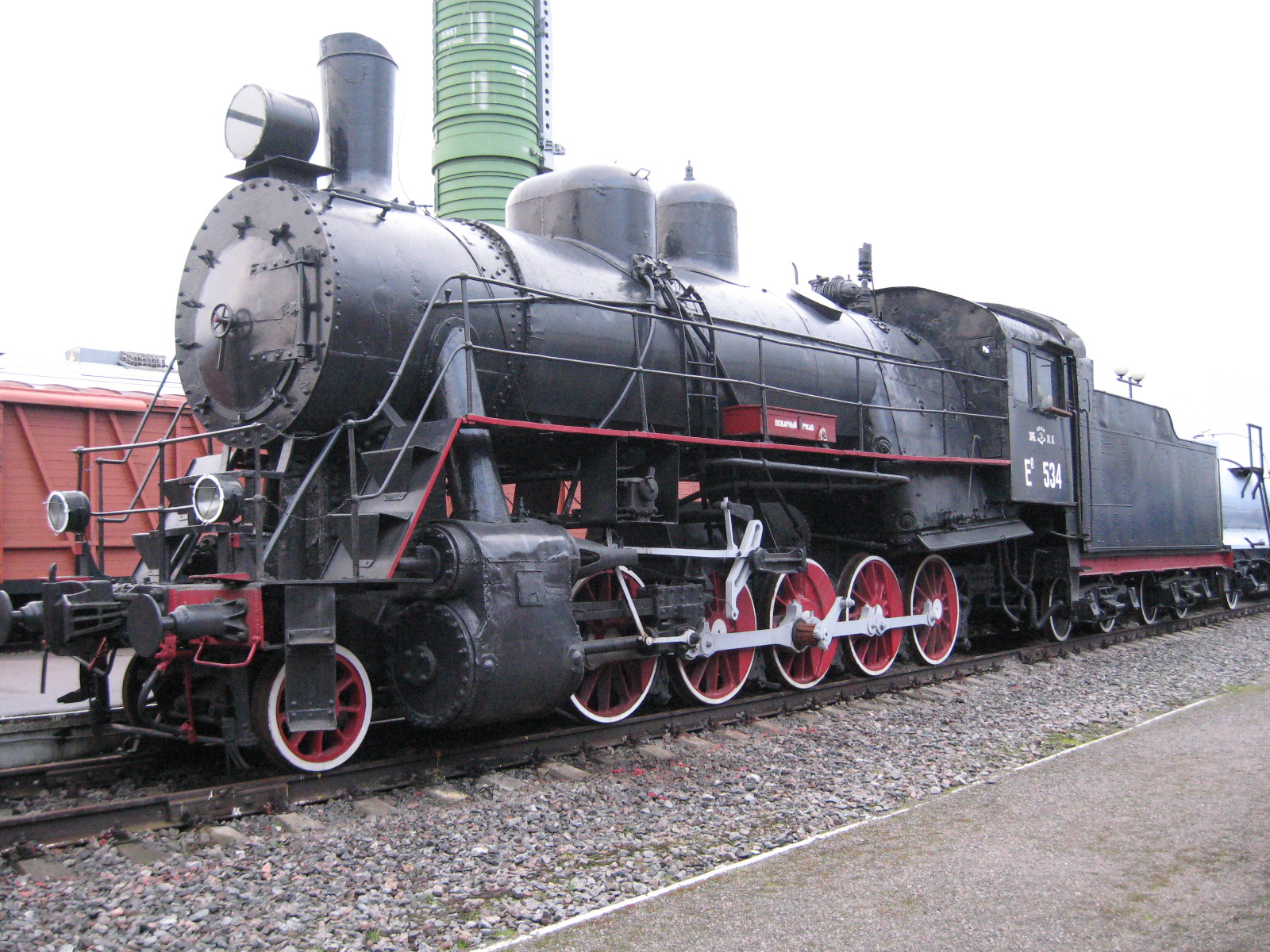
Паровоз Е^{л}534, музей Октябрьской железной дороги

На 1 июля 1917 года в парке железных дорог Российской империи числилось 398 паровозов серии Е. Из них 180 паровозов числилось на Пермской железной дороге, 106 — на Самаро-Златоустовской, 79 — на Екатеринбургской, 23 — на Рязанско-Уральской и 10 на Московско-Казанской железных дорогах.
В том же 1917 году на российские железные дороги стали поступать паровозы разновидности Ел, в которых были учтены недостатки предыдущих серий. Помимо этого, многие депо к тому времени уже успели накопить некоторый опыт по работе с паровозами Е. Машинисты перестали относиться к ним негативно и часто давали паровозам ласковые прозвища. Так, паровозы разновидности Еф получили прозвище Ефим, а Ел — Елена. Ещё более популярным прозвищем всех паровозов Е (особенно у американцев) было Русский декапод (Russian Decapod, в некоторых книгах — Американский декапод). Само слово Декапод имеет американское происхождение (англ. Decapod — десятиног), где им называют паровозы типа 1-5-0, что хотя и не совсем верно, так как больше подходит паровозам типа 0-5-0. На российских дорогах американские прозвища типов паровозов особо не прижились, а словом Декапод называли паровозы типа 1-5-0 только американской постройки, а такими были только паровозы Е.
По мере поступления на железные дороги всё большего количества паровозов серии Э, «декаподы» постепенно стали переводиться из европейской части страны на железные дороги Сибири и Дальнего Востока, также часть паровозов оказалась на территории Маньчжурии. На 1 января 1923 года на железных дорогах Советского Союза числилось 604 паровоза серии Е всех разновидностей. Из них на железных дорогах Сибири числилось 277 паровозов, на Пермской железной дороге — 266, а на Екатерининской — 61 паровоз. Паровозы Е были самыми мощными паровозами Российской империи, а вплоть до 1931 года (до появления паровозов ТА, ТБ и ФД), сохраняли этот статус и на советских дорогах. Несмотря на ряд новаторских для российского паровозостроения конструкционных решений (блочные цилиндры, циркуляционные трубы и т. д.), опыт проектирования этих паровозов так и не был использован советскими конструкторами, которые при проектировании будущего паровоза ФД по сути заново изучали заграничный опыт паровозостроения.
В 1930-е началась передача паровозов Е с Китайско-Восточной железной дороги на советские дороги, в результате чего на 1 января 1940 года на железных дорогах СССР уже числилось 669 этих паровозов. Из них 393 паровоза работали на железной дороге им. Молотова, 189 — на Амурской, а 87 — на Сибирской.
Паровозы, построенные в 1940-е (Еа, Ем, Емв), поначалу работали на Амурской, Восточно-Сибирской, Дальневосточной, Забайкальской, Западной, Карагандинской, Московско-Донбасской, Московско-Киевской, Приморской, Свердловской, Сталинской и Южно-Уральской железных дорогах. Благодаря им, большое количество паровозов СО и Э было освобождено от поездной работы и смогли эксплуатироваться в составе спецформирований Народного комиссариата путей сообщения — паровозных колоннах особого резерва НКПС.

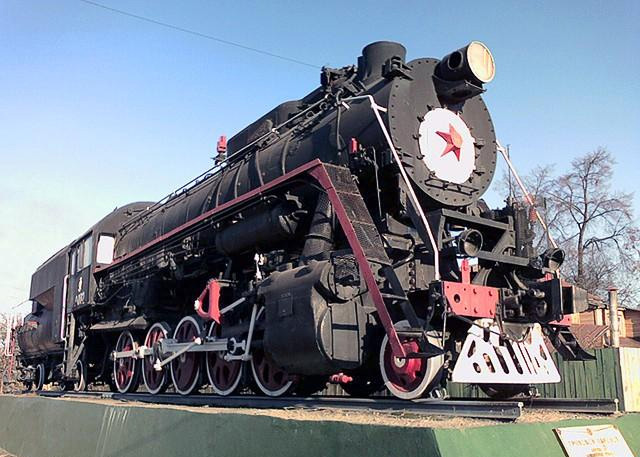
Паровоз «Победа»

В 1945 году советскими конструкторами был создан паровоз «Победа» (с 1947 года — Л), который, имея вес как у паровозов Е 1940-х, был лучше по многим параметрам. Так, проведённые в 1946 году сравнительные испытания паровозов П-0002 и Еа2201 показали, что первый по сравнению со вторым на 8,7 % мощнее (2120 л. с., против 1950 л. с.), имеет более высокую температуру перегретого пара (320—380 °C, против 300—340 °C), на единицу работы расходует на 2,1 % меньше пара и на 2,4 % меньше топлива, а диаметр колёс был больше на 13,4 % (1500 против 1320 мм). Помимо прочего, у «Победы» объём топки был на 31 % больше, что помогало более эффективно сжигать топливо, а паровой котёл допускал более высокую форсировку. В результате новые паровозы Е, как и их предшественники, стали переводиться на железные дороги Сибири, Забайкалья и Дальнего Востока (паровоз Еа2201 с экспериментального кольца в 1955 году был отправлен на Дальневосточную железную дорогу). В 1957 году МПС разрешило после некоторой доработки конструкции (увеличение диаметров пальцев, установка увеличителей веса) повысить давление пара в котлах этих паровозов до 14 кгс/см², но это мера к тому времени уже запоздала. С середины 1960-х паровозы Е стали переводить на второстепенные участки, либо на маневровую работу, а в 1970—1980 гг. начали интенсивно списывать.

### Финляндия

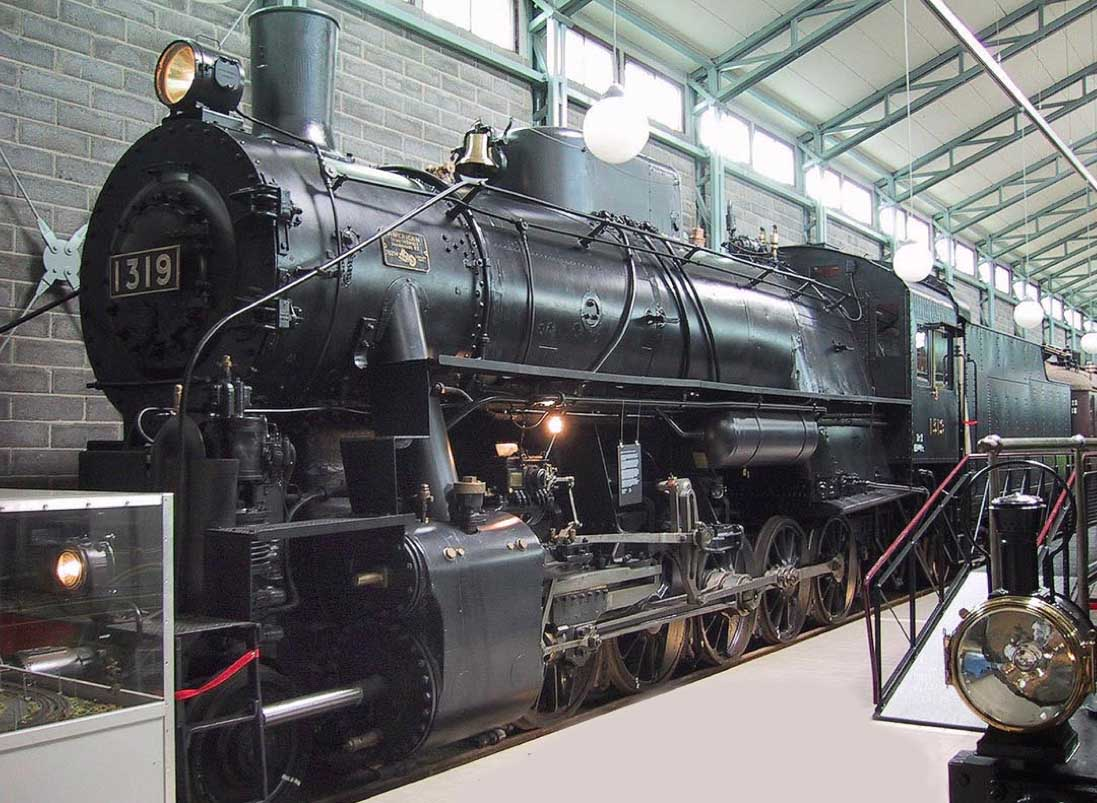
Tr2-1319 в Финском железнодорожном музее

Паровозы Tr2 получили у финнов прозвище Truman, в честь Гарри Трумэна, в период президентства которого данные паровозы попали в Финляндию. Они работали в основном на магистральных железных дорогах в южной и юго-западной части страны, водя между южными портами Финляндии и границей Советского Союза тяжёлые и длинные транзитные поезда. На начало 1960-х из 20 паровозов Tr2, 10 были приписаны к депо Пиексамяки, 5 — к Коувола, а 5 — к депо Риихимяки. Впоследствии все 20 паровозов были переведены в депо Риихимяки. Из всех когда-либо работающих на финских железных дорогах паровозов, Tr2 были самыми мощными. В середине 1960-х, в связи с массовым внедрением тепловозов и электровозов, паровозы Tr2 стали отстраняться от работы. В 1964 году от работы был отставлен был Tr2-1309, который незадолго до этого попал в крушение. Также паровозы отстраняли в 1965 (№ 1300, 1301, 1303, 1316), 1966 (№ 1302, 1311, 1312, 1315, 1318) и в 1969 году (№ 1304—1308, 1313, 1314, 1317, 1319). Паровозы в разобранном виде складировали на станции Хювинкяа, где их даже не консервировали, а через несколько лет разрезали на металлолом. Исключением стал последний паровоз серии — Tr2-1319 (производства ALCO, заводской номер — 75214), который был взят на баланс пристанционного музея и подвергся косметическому ремонту, а в марте 1986 года паровоз был передан в находящийся неподалёку от станции Финский железнодорожный музей. Точных данных об эксплуатации паровозов Е на китайских и североамериканских железных дорогах нет, но скорее всего почти всех их отправили на металлолом в 1960—1970-х годах.

## Эксперименты с паровозами и модернизации
Так как в течение продолжительного времени паровозы Е были самыми мощными паровозами на российских и советских железных дорогах, с ними проводилось немало экспериментов с целью улучшить их теплотехнические и тяговые характеристики.

### Применение бустеров
Так как паровозы серии Е на горных участках уступали по силе тяги серии Ѳ (см. выше) из-за недостаточного сцепного веса, который в свою очередь был ограничен максимальной нагрузкой от осей на рельсы, то появилось предложение, использовать на паровозах Е бустеры. Впервые эта идея была реализована в 1927 году на Китайско-Восточной железной дороге, которой требовалось справиться со всё возрастающим грузооборотом. Модернизации подвергся паровоз Ел605, у которого бустер был установлен на задней тележке тендера. Двигателем бустера являлась двухцилиндровая простая паровая машина, цилиндры которой имели диаметр 305 мм при ходе поршня 250 мм, и которая работала с постоянной отсечкой пара 0,5. Усилие от штоков этой машины через шатуны передавалось на специальный промежуточный вал, который уже через прямозубую зубчатую передачу с передаточным отношением 2,25 (36:16) передавал крутящий момент на одну из колёсных осей тележки. В свою очередь, данная ось с помощью дышел соединялась с другой осью (для этого на шейках осей снаружи букс были установлены кривошипы), что дополнительно увеличивало сцепной вес. Конструктивно машина и зубчатая передача были объединены единым картером, который одним концом был подвешен к среднему поперечному креплению тележки, а другим — через пару подшипников на ось колёсной пары, то есть имел опорно-осевое подвешивание. Пар в машину бустера поступал от паропровода главных цилиндров локомотива.
В 1928 году модернизированный паровоз был отправлен для испытаний на Харбинский участок тяги. Практические испытания показали, что благодаря применению бустера, максимальный вес состава, который мог тянуть паровоз, возрос с 1666 до 1900 т, то есть на 14 % тяжелее. И хотя бустер был неэкономичным, расход угля на единицу работы при этом снижался на 10 %. В результате через некоторое время ещё один бустер, но изменённой конструкции (разработка инженеров Потюка и Рыжкова), был установлен на паровозе Ел515, который был направлен на Московско-Курскую железную дорогу. Испытания показали, что избыточная мощность котла позволяет применять дополнительную машину, однако дальнейшего распространения бустеры так и не получили. Наиболее вероятная причина: относительная сложность конструкции и высокая стоимость.

### Опыты с пароперегревателями

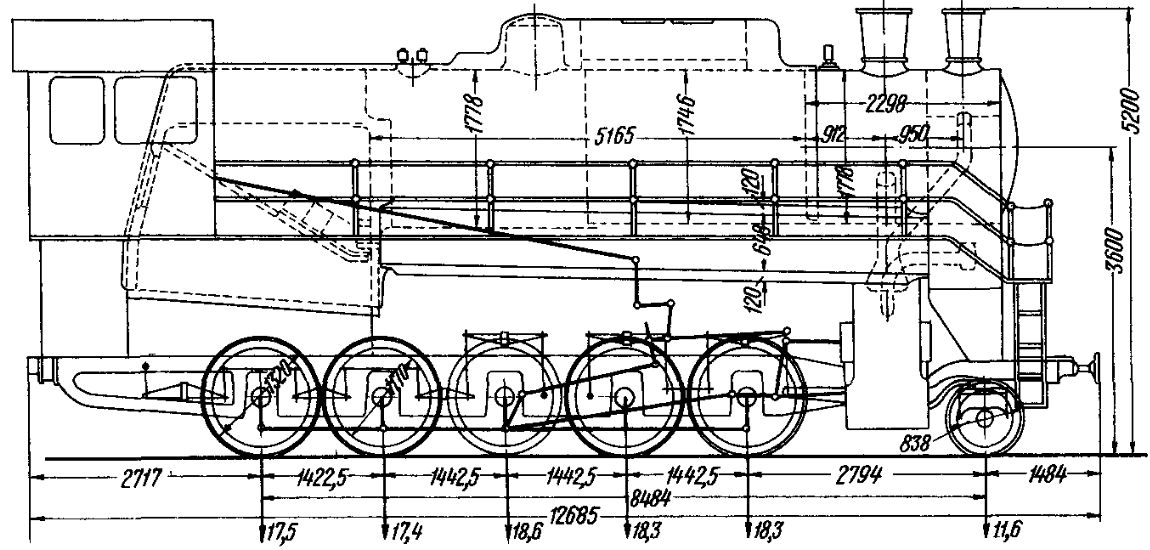
Основные размеры паровоза Е127 с пароперегревателем Пирина

В 1916 году на паровозе Ов5177 был установлен камерный пароперегреватель Покрживницкого. Вынос пароперегревателя за пределы котла позволил существенно увеличить площадь жаровой поверхности и устранить зависимость температуры перегретого пара от форсировки котла. В 1929 году уже в Советском Союзе инженер И. В. Пирин, получив задание от Управления Северо-Кавказской железной дороги, разработал пароперегреватель более совершенной системы, который должен был быть установлен на паровозе серии Ы. Однако в связи с проводившейся в то время в стране индустриализацией, Народный комиссариат путей сообщения СССР принял решение об установке нового камерного пароперегревателя на гораздо более мощном паровозе, а именно — на паровозе Е, которые в то время были самыми мощными на советских дорогах. Выполнение проекта было поручено Научно-экспериментальному конструкторскому институту НКПС, а в 1933 году на Днепропетровском паровозоремонтном заводе была завершена переделка паровоза Еф127.
В отличие от пароперегревателя Покруживницкого, который размещался в камере в верхней части парового котла, пароперегреватель Пирина размещался в двух камерах, установленных по бокам цилиндрической части котла. В результате переделки изменилось направление потоков газов сгорания: выходящие из дымогарных труб газы теперь разделялись на 2 потока, которые шли каждый в свою камеру с пароперегревательными элементами, а затем объединялись и выходили через специальную трубу, у которой даже был собственный конус. За счёт такого выноса пароперегревателя необходимость в жаровых трубах отпала и испаряющая поверхность нагрева котла возросла с 240,2 до 300,0 м² (за счёт увеличения числа дымогарных труб до 322). Полная же площадь нагрева пароперегревателя теперь составляла 118,5 м² вместо прежних 61,3 м². Для того чтобы разместить пароперегревательные камеры, ось котла была поднята до 3600 мм (на 673 мм), а топка была углублена на 550 мм. Число циркуляционных труб в ней увеличили до 5. Из-за значительного увеличения мощности котла, на паровозе были поставлены новые цилиндры, диаметр которых был увеличен с 635 до 710 мм. В результате всех этих переделок, сцепная масса паровоза возросла с 75,1 до 90,1 т, а общая — с 85,0 до 101,7 т.

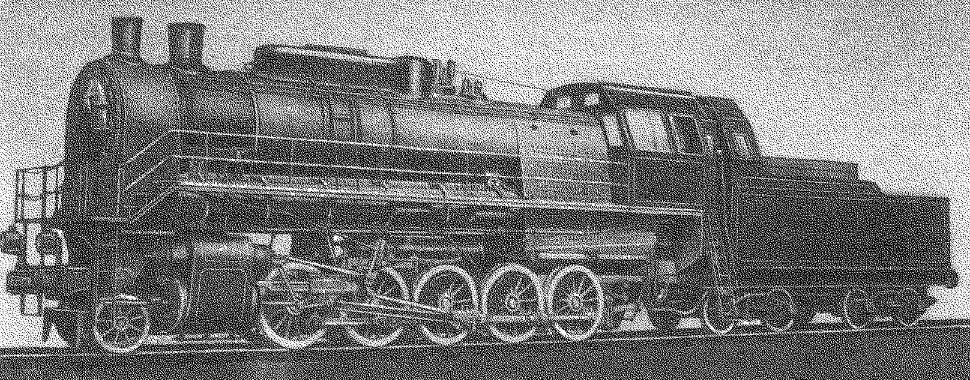
Паровоз Е (Е) № 127

Переделанный паровоз, получивший обозначение серии Еп
ф (иногда можно встретить Еф/п
), был отправлен на Сталинскую железную дорогу, проработал порядка 3 месяцев на нефтяном отоплении, после чего был отправлен на Московско-Курскую железную дорогу, где работал на участке Люблино — Серпухов уже на угольном отоплении. В общей сложности, Еп
ф127 пробежал в период своей рабочей эксплуатации около 6000 км, пока в начале зимы 1935 года его не отправили на экспериментальное кольцо ВНИИЖТа. Там локомотив проходил испытания в течение всей зимы, в результате которых показал температуру перегретого пара порядка 425 °C при коэффициенте полезного действия 5—6,5 %. Из-за множества недостатков конструкции пароперегревателей (частые потери болтов, сложность паропровода, коробление элементов и повышенные утечки пара) и появления трещины в одном из цилиндров паровой машины, паровоз был отстранён от эксплуатации и поставлен «под забор». В 1952 году его исключили из инвентаря дороги и отправили на списание.
В 1933 году на паровозе Ел515 была проведена переделка, в результате которой была увеличена площадь нагрева жаротрубного пароперегревателя за счёт увеличения числа жаровых труб с 28 до 36. Однако из-за недоброкачественного изготовления колпачков элементов пароперегревателя модернизированный паровоз, который уже получил обозначение Ел/у (усиленный), имел меньшую мощность, нежели серийные Ел. В 1950 году один из паровозов Ел был оборудован газовым паросушителем, а в 1952 году такой переделке подверглись ещё 4 паровоза данной серии. Данные паросушители были впервые предложены инженерами Л. М. Майзелем, Н. С. Череватым и Н. А. Туриком в 1948 году и были установлены на 103 паровозах серии СО. При применении данных устройств, образовавшийся в котле пар, прежде чем попасть в пароперегреватель, проходил в специальном барабане вокруг специальных трубок, по которым шли газы сгорания. Устройство имело значительный вес (около 2 т) и размеры, увеличивало сопротивление газового трактового тракта котла и требовало периодической очистки от отлагающихся в нём солей. Однако при этом оно повышало температуру перегретого пара на 36 °C, снижало расход топлива на 5—6 %, снижало отложение солей в пароперегревателе (чистить пароперегреватель куда сложнее, чем паросушитель), а также было хорошим искроуловителем. Проведённые в 1952—1953 гг. испытания паровоза Ел635, оборудованного таким паросушителем, показали заодно и некоторое увеличение коэффициента полезного действия котла, но из-за принятия на XX съезде КПСС (1956) решения о прекращении паровозостроения и переходе на тепловозы и электровозы все эксперименты с паровозами были прекращены.

## К вопросу о гибели Сергея Лазо и его соратников
В ночь с 4 на 5 апреля 1920 года во Владивостоке японцами был арестован русский революционер, большевик Сергей Лазо. В конце мая 1920 года его вместе с А. Н. Луцким и В. М. Сибирцевым передали казакам-белогвардейцам. После этого следы этих трёх революционеров теряются. Но в том же году в японской газете Japan Chronicle было указано, что Лазо был расстрелян во Владивостоке и труп сожжён. Спустя полгода объявился безымянный машинист паровоза, который рассказал, будто бы видел, как на станции Никольск-Уссурийский японцы передали казакам из отряда Бочкарёва три мешка, в которых были три человека. Казаки попытались затолкать их в топку паровоза, но они сопротивлялись, тогда их расстреляли и мёртвыми засунули в топку. К 25 октября 1972 года в Уссурийске на проспекте Блюхера был установлен тот паровоз — Ел629.
Однако в конце 1990-х — начале 2000-х годов в ряде печатных и интернет-изданий данный факт стал ставиться под сомнение. Например: 

Впоследствии возник ещё один исторический казус: в 1970-е в Уссурийске установили паровоз, в топке которого якобы сожгли Лазо. Делали это в такой спешке, что на постаменте оказался… американский локомотив 1930-х годов выпуска.
 Причиной таких заблуждений является то, что на паровозе-памятнике при косметической покраске в 1990-е годы было ошибочно нанесено неправильное обозначение — Еа, тогда как настоящее обозначение (судя по табличке о заводе-изготовителе и дате постройки) Ел. Если подходить к технической стороне вопроса, то на каждый из аргументов, опровергающих версию о сожжении Лазо в топке, можно привести соответствующие контраргументы.

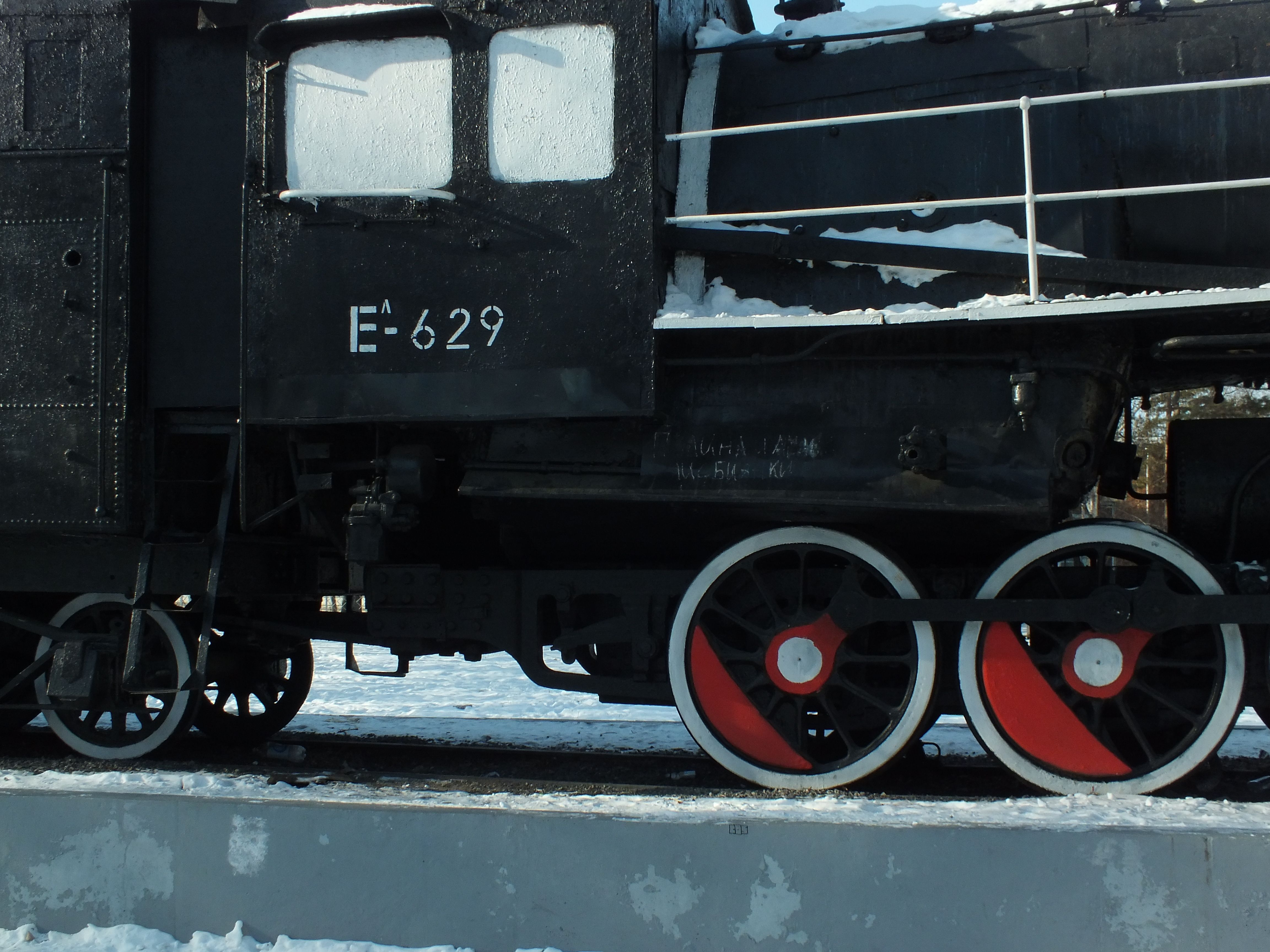
Вид на топку паровоза Е^{л}629 (диаметр колёс — 1320 мм)

| Аргументы                                                                                                  | Контраргументы |
| --- | --- |
| Установленный в Уссурийске паровоз Еа был построен в 1940-х, то есть после гибели Лазо                     | В Уссурийске установлен паровоз Ел, который был построен в 1916 году. |
| Шуровочное отверстие (отверстие для заброса топлива в топку) слишком мало, чтоб туда смог пролезть человек | Для таких мощных паровозов как Е минимальные размеры шуровочного отверстия составляют 350×550 мм. Такие размеры приняты для того, чтобы человек как раз смог пролезть внутрь топки при ремонте паровоза. |
| Топка паровоза слишком мала, чтобы там смогли поместиться трое человек                                     | Размеры колосниковой решётки (установлена в нижней части топки, на ней сгорает топливо) паровоза Ел — 2746×2191 мм. Минимальная высота топки (со стороны будки машиниста) составляет 1645 мм.            |

## Сохранившиеся паровозы

### В рабочем состоянии

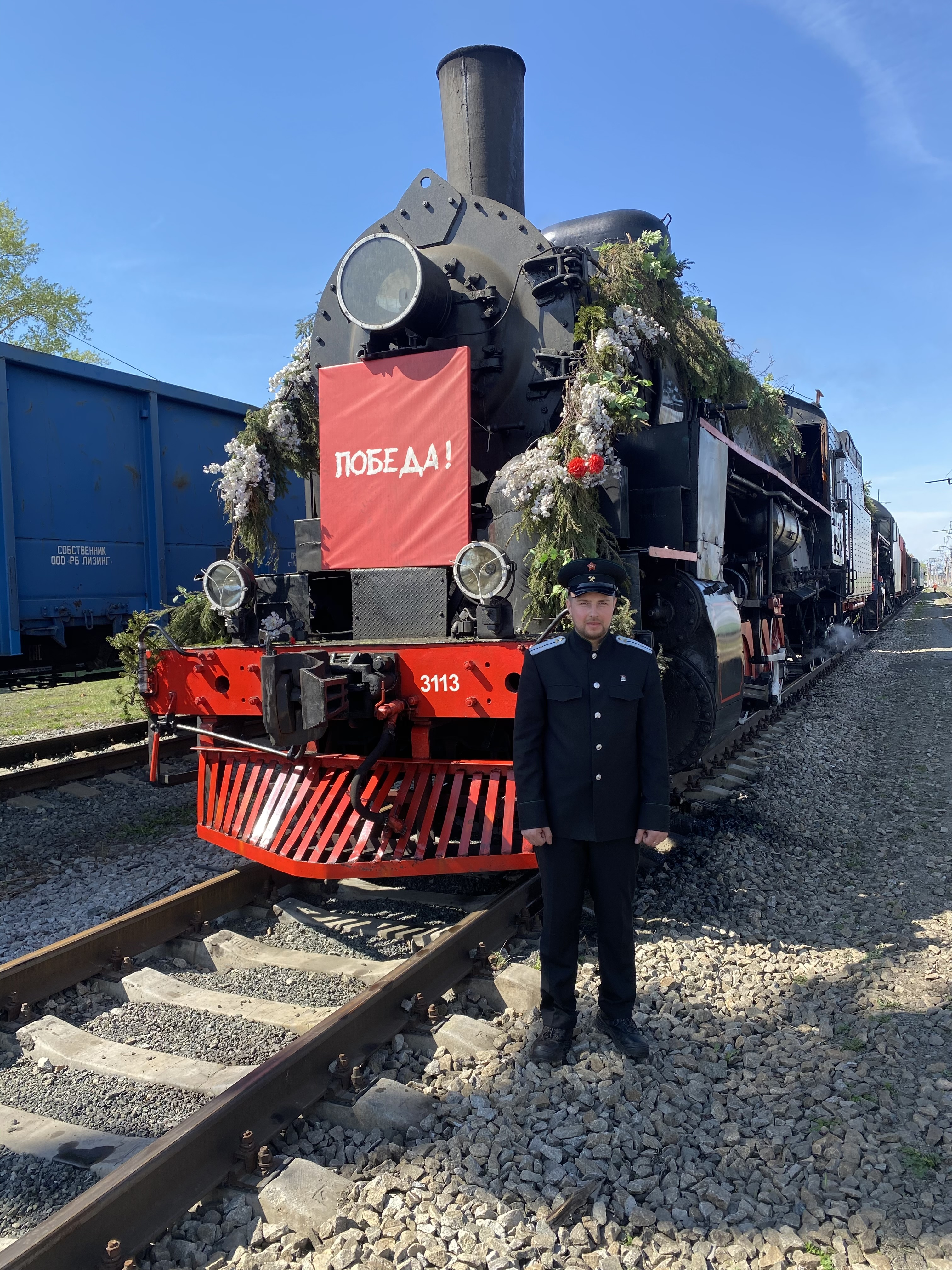
В составе эшелона Победы, паровоз Е^{а}3111 станция Камышлов, 8 мая 2021 года

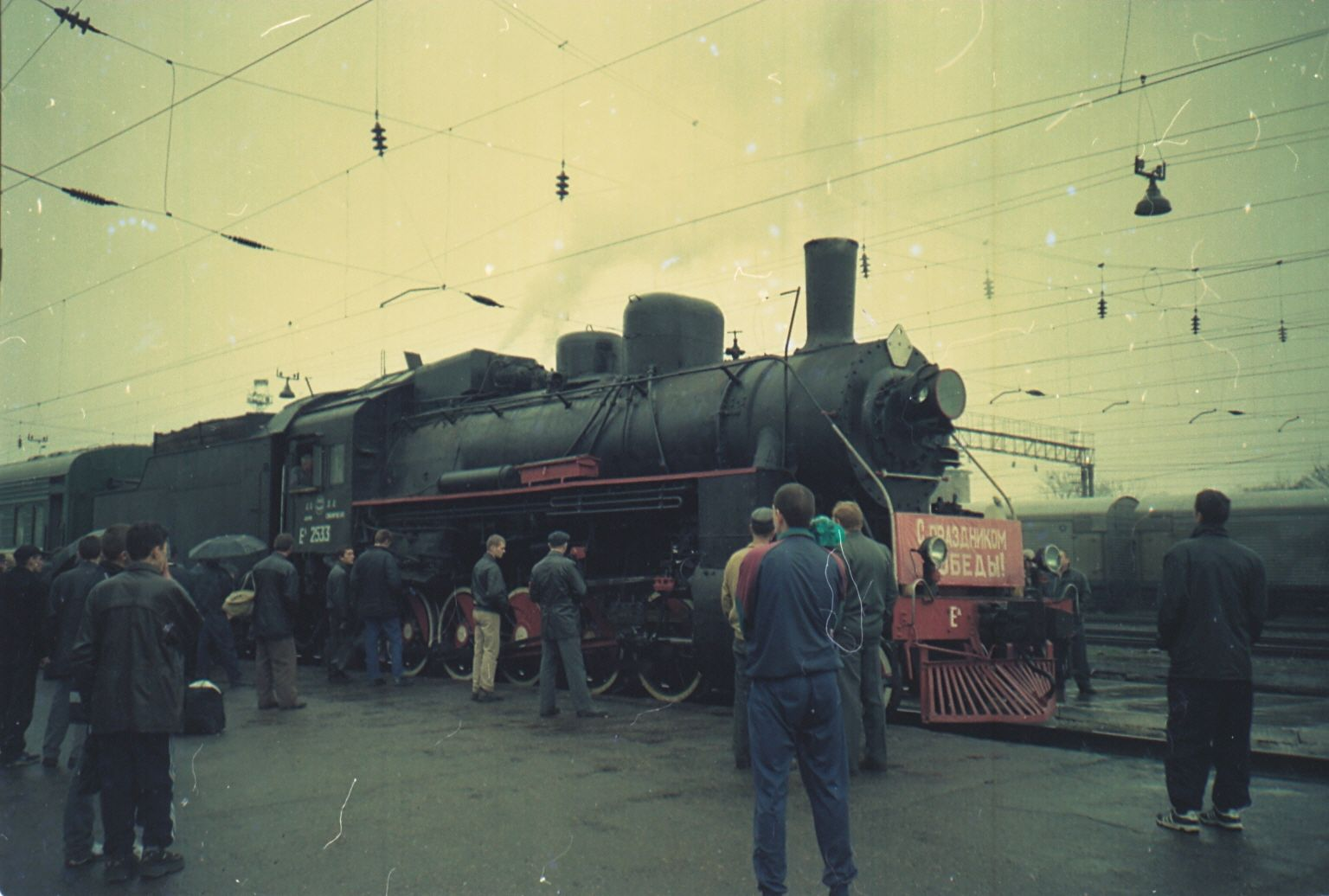
9 мая 2005 года, паровоз Е^{а}2533 привёл «Поезд Победы» на станцию Уссурийск

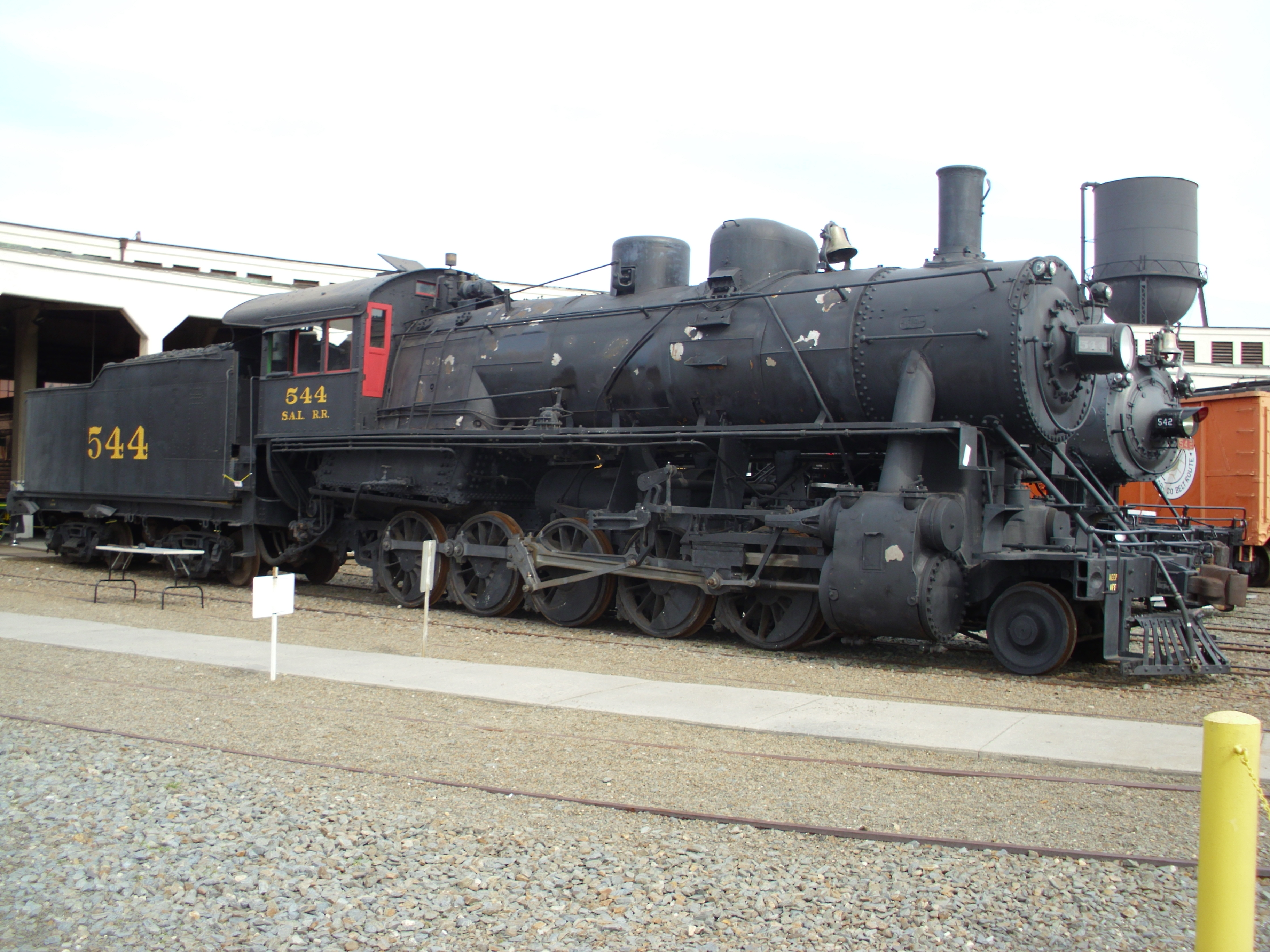
SAL № 544 в железнодорожном музее Северной Каролины

- SLSF № 1632 — Belton, Grandview and Kansas City Railroad (США)[c][28].
- Еа2026 — депо Цветково (Украина).[29]
- Еа2533 — депо Сибирцево (станция Сибирцево, Приморский край).[30]
- Еа3215 — на вокзале станции Ружино (Приморский край).[31][32]
- Ем3753 — депо Вяземская (город Вяземский, Хабаровский край).[33]
- Ем4160 — депо Иркутск[33].

### В музеях

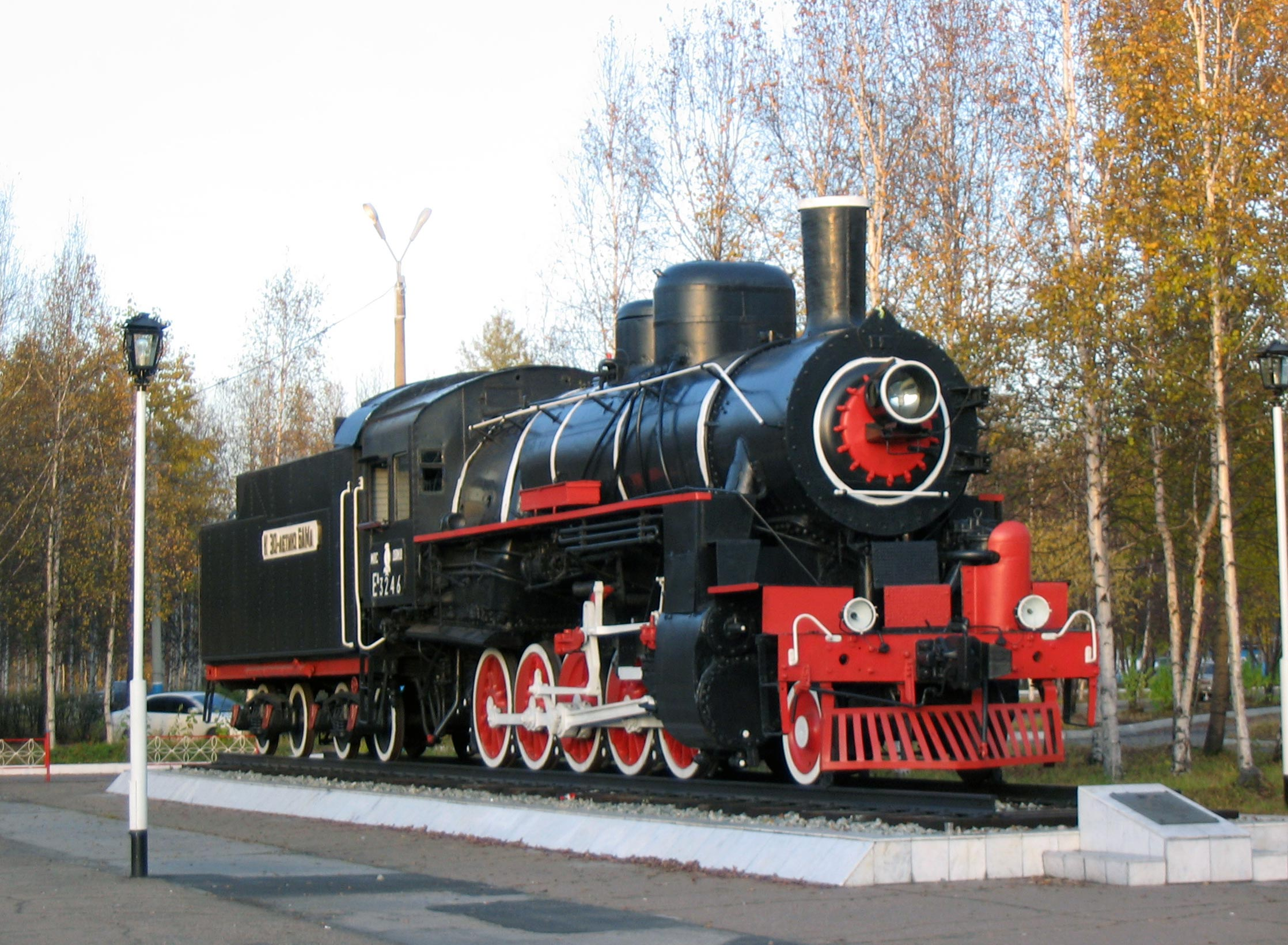
Паровоз Е^{а}3246, Тында

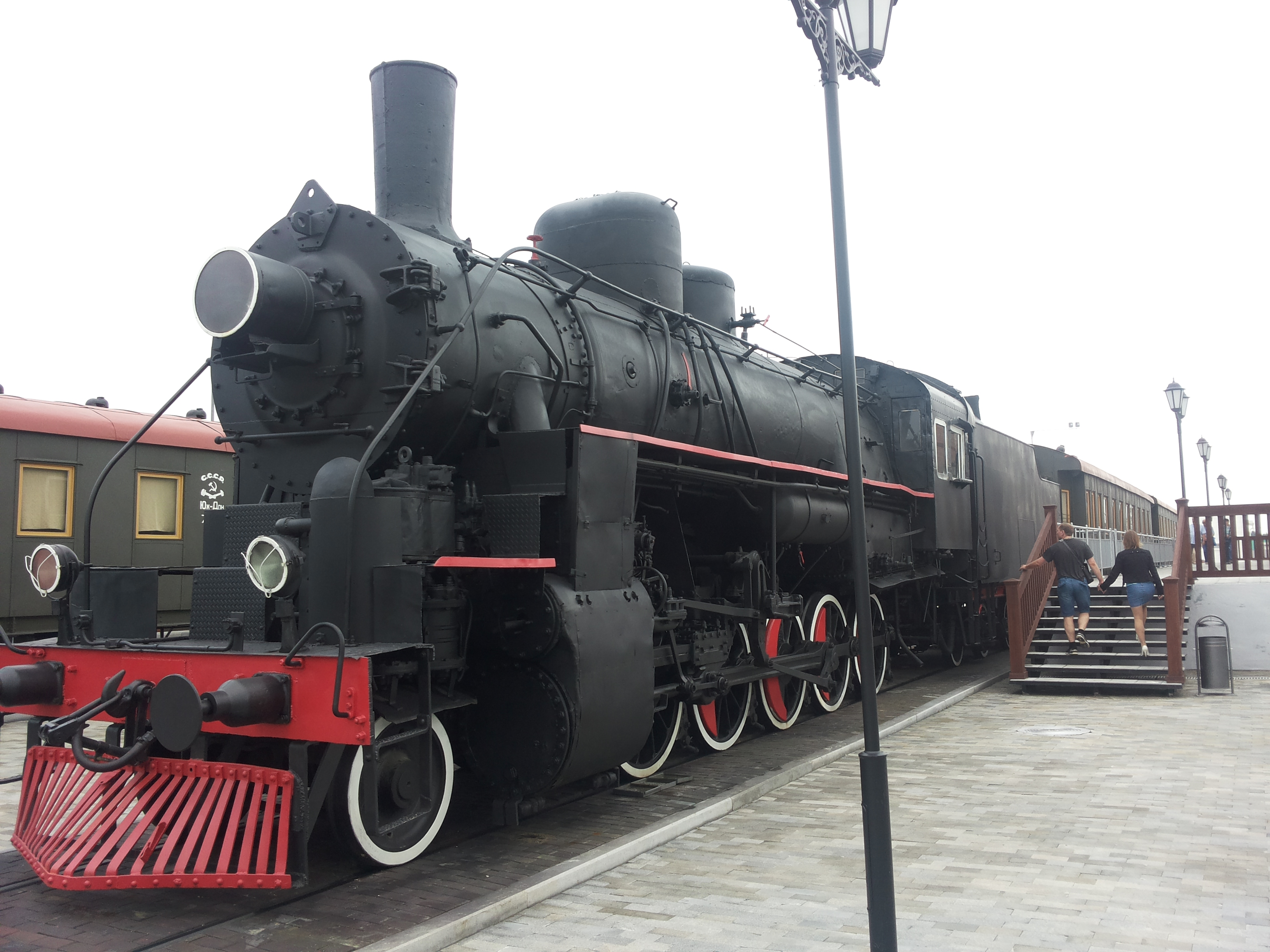
Паровоз Е^{а}2408, Музейный комплекс УГМК, г. Верхняя Пышма, Свердловская область

- Ел266 — железнодорожный музей в Улан-Баторе (Монголия)[25].
- Ес311 — база запаса музея Октябрьской железной дороги на станции Шушары[34].
- Ел345 — Брестский железнодорожный музей[25].
- Ел534 и Еа2201 — Центральный музей Октябрьской железной дороги на Варшавском вокзале.[25][30]
- SAL № 544 — железнодорожный музей в Северной Каролине (США)[c][28].
- SLSF № 1621 — транспортный музей в Сент-Луисе (США)[c][28].
- SLSF № 1625 — музей истории Американских железных дорог (Даллас, США)[c][28].
- SLSF № 1630 — Иллинойсский железнодорожный музей (Иллинойс, США)[c][28].
- Еа2371 — Ташкентский железнодорожный музей.[30]
- Еа2408 — Музейный комплекс УГМК, г. Верхняя Пышма, Свердловская область.[35]
- Еа2441 — Технический музей АвтоВАЗа (Тольятти).[30]
- Еа2450 — Московский железнодорожный музей на Рижском вокзале.[30]
- Еа3078 — Новосибирский музей железнодорожной техники.[30]
- Еа3255 — Музей Амурского моста (Хабаровск).[30][36]
- Еа3510 — Ростовский железнодорожный музей на станции Гниловская.[30]
- Ем3635 и Ел4000 (?) — музей близ станции Лебяжье (Ленинградская область).[25][33]
- Tr2-1319 — Финский железнодорожный музей в Хювинкяа[37].

### Паровозы-памятники

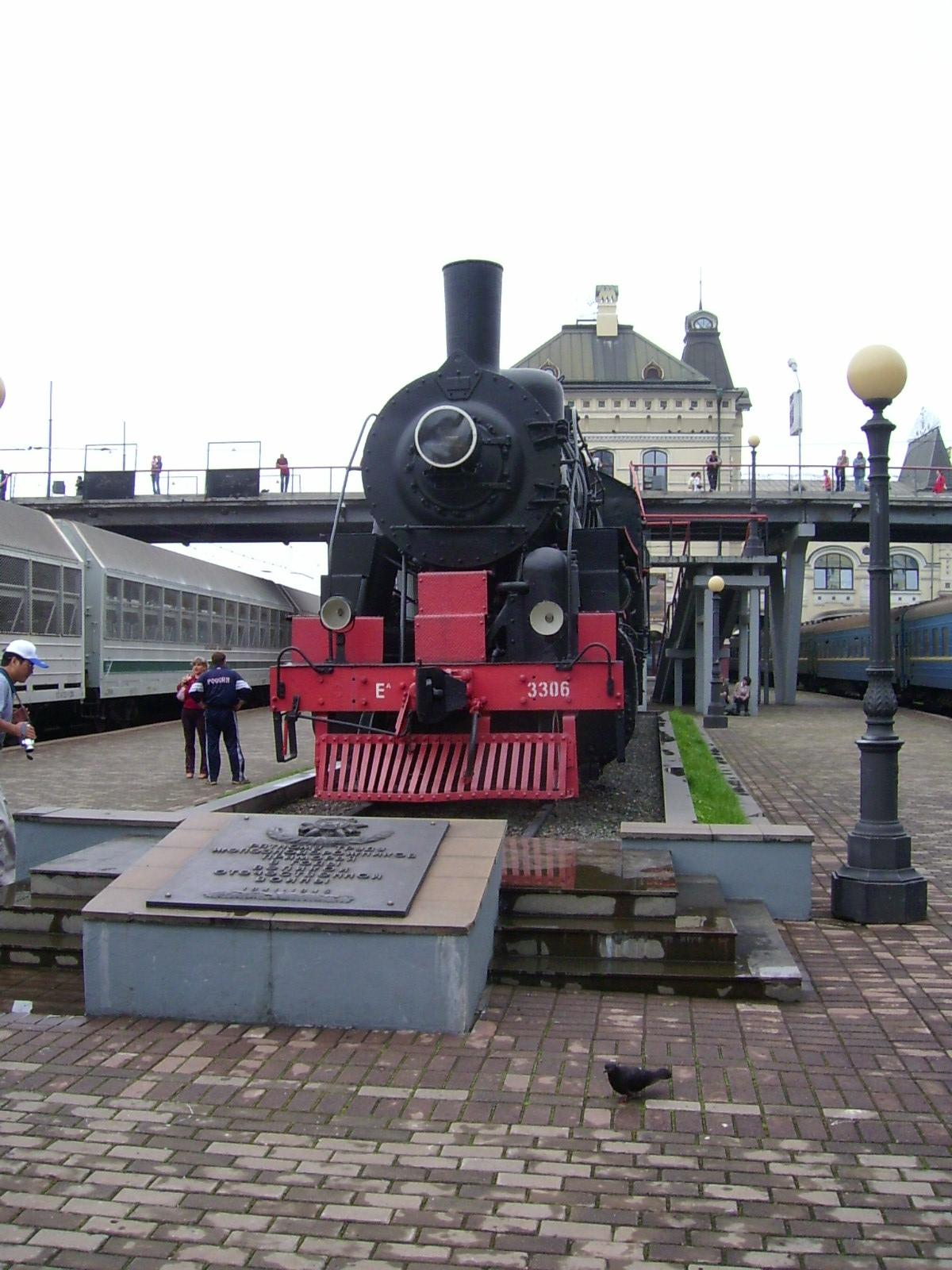
Паровоз Е^{а}3306, Владивосток

- Еc350 — Челябинск (на улице Цвиллинга около ДК железнодорожников)[38].
- Ел629 — Уссурийск (просп. Блюхера, сквер ДК им. Чумака)[25].
- SLSF № 1615 — Ракетный парк (Missile Park) в Алтусе (Оклахома, США)[c][28].
- Еа2325 — станция Бишкек-1 (Кыргызстан).[30]
- Еа2885 — станция Комсомольск-Сортировочный.[30]
- Еа3070 — поселок Половинная, у платформы 110 км Кругобайкальской железной дороги.[30]
- Еа3220 — станция Зилово (Забайкальский край).[30]
- Еа3246 — станция Тында (Амурская область)[30], в честь 30-летия БАМа.
- Еа3306 — вокзал во Владивостоке[30], монумент «Ратному подвигу железнодорожников Приморья в годы Великой Отечественной войны».
- Ем3884 — станция Томмот (Якутия)[33].
- Ем3931 — станция Вяземская (Хабаровский край)[33].[39]
- Ем4249 — Вихоревка (Иркутская область)[33].
- Ел4729 — Нижнеудинск (Иркутская область)[25].
- Еа5052 (?) — станция Лена (Иркутская область)[30].
- Еа2233 — Чита (Забайкальский край).[40]

## Факты
- В июне 1934 года на Улан-Удэнском паровозовагоноремонтном заводе был отремонтирован первый паровоз, им стал Ел0524[41].

## В культуре
- В игре Transport Fever 2 по умолчанию в списке подвижного состава представлен Ел629.

### Комментарии
1. ↑  Декапод (англ. Decapod — «десятиног») — американское название типа 1-5-0. На российских железных дорогах декаподами называли паровозы типа 1-5-0 только американской постройки.
2. ↑  В послевоенных публикациях число потерь паровозов указывалось в 16 тысяч, что составляет более половины от всего довоенного паровозного парка СССР (27,9 тысяч) и фактически не соответствует действительности
3. 1 2 3 4 5 6  Входил в число тех 200 паровозов, что были построены в 1917—1918 гг., но из-за революции не попали в Россию и остались в США.